# ITF Women's Circuit aprile-giugno 2012
L'ITF Women's Circuit 2012 è una serie di tornei gestita dall'organo internazionale del tennis, l'ITF. Lo scopo di questi tornei è quello di permettere, in particolare alle giovani tenniste, di migliorare la loro classifica per giocare in tornei più importanti. L'ITF Women's Circuit comprende tornei che hanno montepremi che vanno dai 10.000 ai 100.000 dollari.

## Legenda
| Torneo da $100.000 |
| Torneo da $75.000  |
| Torneo da $50.000  |
| Torneo da $25.000  |
| Torneo da $10.000  |

## Aprile
| Settimana | Torneo | Vincitori                                                         | Finalisti                                        | Semifinalisti                                        | Eliminati ai quarti                                                                |
| --------- | --- | ----------------------------------------------------------------- | ------------------------------------------------ | ---------------------------------------------------- | ---------------------------------------------------------------------------------- |
| 2 aprile  | Torneo Internacional Ciutat de Torrent 2012 Torrent, Spagna Terra rossa $10,000 Singolare – Doppio               | Andrea Lázaro García 6–0, 3–6, 4–1, ritiro                        | Giulia Gatto-Monticone                           | Pilar Domínguez-López Jeļena Ostapenko               | Ivonne Cavallé-Reimers Benedetta Davato Nanuli Pipiya Silvia García Jiménez        |
| 2 aprile  | Torneo Internacional Ciutat de Torrent 2012 Torrent, Spagna Terra rossa $10,000 Singolare – Doppio               | Ivonne Cavallé-Reimers Isabel Rapisarda-Calvo 4–6, 7–6(5), [10–8] | Ksenija Milevskaja Anastasia Mukhametova         | Pilar Domínguez-López Jeļena Ostapenko               | Ivonne Cavallé-Reimers Benedetta Davato Nanuli Pipiya Silvia García Jiménez        |
| 2 aprile  | ITF Women's Circuit Heraklion 2012 Heraklion, Grecia Sintetico $10,000 Singolare – Doppio                        | Silvia Njirić 6–3, 6–4                                            | Tamara Čurović                                   | Alice Savoretti Giulia Sussarello                    | Maria Sakkarī Agata Barańska Patricia Maria ?ig Diana Marcu                        |
| 2 aprile  | ITF Women's Circuit Heraklion 2012 Heraklion, Grecia Sintetico $10,000 Singolare – Doppio                        | Martina Borecká Petra Krejsová 6–0, 6–0                           | Lina Ǵorčeska Despoina Vogasari                  | Alice Savoretti Giulia Sussarello                    | Maria Sakkarī Agata Barańska Patricia Maria ?ig Diana Marcu                        |
| 2 aprile  | Limburg Open 2012 Tessenderlo, Belgio Terra rossa $25,000 Singolare – Doppio                                     | Maryna Zanevs'ka 6–2, 6–2                                         | Tatjana Maria                                    | Elina Svitolina Vesna Dolonc                         | Sandra Záhlavová Nastassja Burnett Alison van Uytvanck Kirsten Flipkens            |
| 2 aprile  | Limburg Open 2012 Tessenderlo, Belgio Terra rossa $25,000 Singolare – Doppio                                     | Demi Schuurs Maryna Zanevs'ka 6–4, 6–3                            | Tatjana Maria Stephanie Vogt                     | Elina Svitolina Vesna Dolonc                         | Sandra Záhlavová Nastassja Burnett Alison van Uytvanck Kirsten Flipkens            |
| 2 aprile  | Tennis Organisation 6 2012 Antalya-Belconti, Turchia Cemento $10,000 Singolare – Doppio                          | Anna Karolína Schmiedlová 7–5, 6–2                                | Anna-Lena Friedsam                               | Lu Jiajing Chantal Škamlová                          | Katharina Lehnert Noelle Hickey Ganna Poznikhirenko Valeriya Strakhova             |
| 2 aprile  | Tennis Organisation 6 2012 Antalya-Belconti, Turchia Cemento $10,000 Singolare – Doppio                          | Lu Jia Xiang Lu Jiajing 6–1, 6–0                                  | Lucy Brown Tara Moore                            | Lu Jiajing Chantal Škamlová                          | Katharina Lehnert Noelle Hickey Ganna Poznikhirenko Valeriya Strakhova             |
| 2 aprile  | St. Dominic USTA Pro Circuit $25,000 Women's Challenger 2012 Jackson, USA Terra rossa $25,000 Singolare – Doppio | Heidi El Tabakh 6–0, 6–4                                          | Elena Bovina                                     | Misaki Doi Chichi Scholl                             | Mónica Puig Tereza Mrdeža Sacha Jones Marie-Ève Pelletier                          |
| 2 aprile  | St. Dominic USTA Pro Circuit $25,000 Women's Challenger 2012 Jackson, USA Terra rossa $25,000 Singolare – Doppio | Elena Bovina Tereza Mrdeža 6–3, 6–3                               | Mailen Auroux María Irigoyen                     | Misaki Doi Chichi Scholl                             | Mónica Puig Tereza Mrdeža Sacha Jones Marie-Ève Pelletier                          |
| 2 aprile  | Circuito Localiza de Tênis Feminino 2012 Ribeirão Preto, Brasile Cemento $10,000 Singolare – Doppio              | Beatriz Haddad Maia 6–0, 6–1                                      | Natasha Fourouclas                               | Isabella Robbiani Gabriela Cé                        | Natasha Lotuffo Nathaly Kurata Carla Forte Carolina Zeballos                       |
| 2 aprile  | Circuito Localiza de Tênis Feminino 2012 Ribeirão Preto, Brasile Cemento $10,000 Singolare – Doppio              | Fernanda Brito Raquel Piltcher 6–3, 5–7, [10–7]                   | Gabriela Cé Carla Forte                          | Isabella Robbiani Gabriela Cé                        | Natasha Lotuffo Nathaly Kurata Carla Forte Carolina Zeballos                       |
| 2 aprile  | Copa Ciudad Villa Maria 2012 Villa María, Argentina Terra rossa $10,000 Singolare – Doppio                       | Vanesa Furlanetto 6–3, 6–4                                        | Patricia Iveth Ku Flores                         | Domenica González Daniela Seguel                     | Guadalupe Moreno Ana Victoria Gobbi Monllau Camila Silva Saška Gavrilovska         |
| 2 aprile  | Copa Ciudad Villa Maria 2012 Villa María, Argentina Terra rossa $10,000 Singolare – Doppio                       | Patricia Iveth Ku Flores Daniela Seguel 4–6, 6–1, [10–4]          | María Fernanda Álvarez Terán Camila Silva        | Domenica González Daniela Seguel                     | Guadalupe Moreno Ana Victoria Gobbi Monllau Camila Silva Saška Gavrilovska         |
| 2 aprile  | Solaris Sibenik Open 2012 Sebenico, Croazia Terra rossa $10,000 Singolare – Doppio                               | Indire Akiki 7–5, 6–2                                             | Tjaša Šrimpf                                     | Hilda Melander Dijana Banovec                        | Polona Rebersak Ivana Klepic Martina Kubicíková Neda Koprcina                      |
| 2 aprile  | Solaris Sibenik Open 2012 Sebenico, Croazia Terra rossa $10,000 Singolare – Doppio                               | Sofija Kovalec Hilda Melander 2–1, ritiro                         | Vaszilisza Bulgakova Anne Schäfer                | Hilda Melander Dijana Banovec                        | Polona Rebersak Ivana Klepic Martina Kubicíková Neda Koprcina                      |
| 2 aprile  | Bahrain Women's Circuit 2012 Manama, Bahrein Cemento $10,000 Singolare – Doppio                                  | Lou Brouleau 7–5, 6–1                                             | Aleksandrina Najdenova                           | Fatma Al-Nabhani Abbie Myers                         | Andrea Koch-Benvenuto Verena Schmid Margarita Lazareva Katie Ruckert               |
| 2 aprile  | Bahrain Women's Circuit 2012 Manama, Bahrein Cemento $10,000 Singolare – Doppio                                  | Abbie Myers Anna Tjul'pa 6–3, 3–6, [13–11]                        | Yana Sizikova Anna Zaja                          | Fatma Al-Nabhani Abbie Myers                         | Andrea Koch-Benvenuto Verena Schmid Margarita Lazareva Katie Ruckert               |
| 2 aprile  | Tennis Club HAC/Hydra Alger 2012 Algeri, Algeria Terra rossa $10,000 Singolare – Doppio                          | Conny Perrin 6–3, 6–0                                             | Yvonne Neuwirth                                  | Amandine Cazeaux Alexandra Romanova                  | Fatima Zahrae El Allami Valerie Verhamme Mai El Kamash Alina Wessel                |
| 2 aprile  | Tennis Club HAC/Hydra Alger 2012 Algeri, Algeria Terra rossa $10,000 Singolare – Doppio                          | Alexandra Romanova Alina Wessel 4–6, 6–1, [12–10]                 | Fatima Zahrae El Allami Costanza Mecchi          | Amandine Cazeaux Alexandra Romanova                  | Fatima Zahrae El Allami Valerie Verhamme Mai El Kamash Alina Wessel                |
| 9 aprile  | ITF Women's Circuit Wenshan 2012 Wenshan, Cina Cemento $50,000 Singolare – Doppio                                | Hsieh Su-wei 6–3, 6–3                                             | Zheng Saisai                                     | Junri Namigata Xu Yifan                              | Ayu Fani Damayanti Tamaryn Hendler Liu Fangzhou Aleksandrina Najdenova             |
| 9 aprile  | ITF Women's Circuit Wenshan 2012 Wenshan, Cina Cemento $50,000 Singolare – Doppio                                | Hsieh Shu-ying Hsieh Su-wei 6–3, 6–2                              | Liu Wanting Xu Yifan                             | Junri Namigata Xu Yifan                              | Ayu Fani Damayanti Tamaryn Hendler Liu Fangzhou Aleksandrina Najdenova             |
| 9 aprile  | Pelham Racquet Club Women's $25K Pro Circuit Challenger 2012 Pelham, USA Terra rossa $25,000 Singolare – Doppio  | Heidi El Tabakh 3–6, 6–2, 6–4                                     | Edina Gallovits                                  | Michelle Larcher de Brito Mariana Duque-Mariño       | Tetjana Lužans'ka Sacha Jones Florencia Molinero Coco Vandeweghe                   |
| 9 aprile  | Pelham Racquet Club Women's $25K Pro Circuit Challenger 2012 Pelham, USA Terra rossa $25,000 Singolare – Doppio  | Julie Coin Marie-Ève Pelletier 7–5, 6–4                           | Elena Bovina Ekaterina Byčkova                   | Michelle Larcher de Brito Mariana Duque-Mariño       | Tetjana Lužans'ka Sacha Jones Florencia Molinero Coco Vandeweghe                   |
| 9 aprile  | Gariful Hvar Open 2012 Lesina, Croazia Terra rossa $10,000 Singolare – Doppio                                    | Tereza Smitková 2–6, 6–4, 6–2                                     | Karla Popovic                                    | Bernarda Pera Sofija Kovalec                         | Csilla Borsányi Barbara Sobaszkiewicz Evgenija Lineckaja Ágnes Butka               |
| 9 aprile  | Gariful Hvar Open 2012 Lesina, Croazia Terra rossa $10,000 Singolare – Doppio                                    | Martina Kubicíková Tereza Smitková 6–2, 6–4                       | Tereza Martincová Petra Rohanová                 | Bernarda Pera Sofija Kovalec                         | Csilla Borsányi Barbara Sobaszkiewicz Evgenija Lineckaja Ágnes Butka               |
| 9 aprile  | Tennis Organisation 7 2012 Antalya-Belconti, Turchia Cemento $10,000 Singolare – Doppio                          | Nicole Melichar 6–4, 6–3                                          | Hülya Esen                                       | Liu Chang Lu Jiajing                                 | Francesca Stephenson Natalia Orlova Elena-Theodora Cadar Yana Buchina              |
| 9 aprile  | Tennis Organisation 7 2012 Antalya-Belconti, Turchia Cemento $10,000 Singolare – Doppio                          | Hülya Esen Lütfiye Esen 1–6, 6–4, [10–8]                          | Lu Jia Xiang Lu Jiajing                          | Liu Chang Lu Jiajing                                 | Francesca Stephenson Natalia Orlova Elena-Theodora Cadar Yana Buchina              |
| 9 aprile  | ITF Women's Circuit Heraklion 2 2012 Heraklion, Grecia Sintetico $10,000 Singolare – Doppio                      | Silvia Njirić 6–4, 7–6(4)                                         | Angelica Moratelli                               | Ksenia Kirillova Michaela Pochabová                  | Patricia Maria ?ig Tamara Čurović Martina Borecká Alice Balducci                   |
| 9 aprile  | ITF Women's Circuit Heraklion 2 2012 Heraklion, Grecia Sintetico $10,000 Singolare – Doppio                      | Martina Borecká Petra Krejsová 6–2, 6–3                           | Lina Ǵorčeska Despoina Vogasari                  | Ksenia Kirillova Michaela Pochabová                  | Patricia Maria ?ig Tamara Čurović Martina Borecká Alice Balducci                   |
| 9 aprile  | ITF Women's Circuit Caracas 2012 Caracas, Venezuela Cemento $10,000 Singolare – Doppio                           | Jennifer Elie 6–1, 6–2                                            | Lauren Albanese                                  | Zuzana Zlochová Nicole Robinson                      | Carmen Blanco Ana Gabriela Gerbasi Simone Pratt María Andrea Cárdenas              |
| 9 aprile  | ITF Women's Circuit Caracas 2012 Caracas, Venezuela Cemento $10,000 Singolare – Doppio                           | Lauren Albanese Zuzana Zlochová 6–2, 6–3                          | Marcela Bueno Flávia Guimarães Bueno             | Zuzana Zlochová Nicole Robinson                      | Carmen Blanco Ana Gabriela Gerbasi Simone Pratt María Andrea Cárdenas              |
| 9 aprile  | ITF Women's Circuit Villa del Dique 2012 Villa del Dique, Argentina Terra rossa $10,000 Singolare – Doppio       | Daniela Seguel 1–6, 6–0, 7–5                                      | Patricia Iveth Ku Flores                         | Luciana Sarmenti Victoria Bosio                      | María Fernanda Álvarez Terán Tatiana Búa Francesca Rescaldani Vanesa Furlanetto    |
| 9 aprile  | ITF Women's Circuit Villa del Dique 2012 Villa del Dique, Argentina Terra rossa $10,000 Singolare – Doppio       | Vanesa Furlanetto Aranza Salut Walkover                           | María Fernanda Álvarez Terán Ornella Caron       | Luciana Sarmenti Victoria Bosio                      | María Fernanda Álvarez Terán Tatiana Búa Francesca Rescaldani Vanesa Furlanetto    |
| 9 aprile  | UAE Women's Fujairah Tennis & Country Club 2012 Fujairah, Emirati Arabi Uniti Cemento $10,000 Singolare – Doppio | Fatma Al-Nabhani 6–3, 6–2                                         | Ankita Raina                                     | Barbara Haas Matilda Hamlin                          | Sharon Sanchana Paul Yana Sizikova Kyra Shroff Julija Samuseva                     |
| 9 aprile  | UAE Women's Fujairah Tennis & Country Club 2012 Fujairah, Emirati Arabi Uniti Cemento $10,000 Singolare – Doppio | Yana Sizikova Anna Zaja 6–4, 6–1                                  | Fatma Al-Nabhani Kyra Shroff                     | Barbara Haas Matilda Hamlin                          | Sharon Sanchana Paul Yana Sizikova Kyra Shroff Julija Samuseva                     |
| 9 aprile  | Eurotools Cup 2012 Pomezia, Italia Terra rossa $10,000 Singolare – Doppio                                        | Aljaksandra Sasnovič 0–6, 6–1, 6–1                                | Ioana Raluca Olaru                               | Jeļena Ostapenko Anastasia Grymalska                 | Agnese Zucchini Anne Schäfer Teliana Pereira Carolina Pillot                       |
| 9 aprile  | Eurotools Cup 2012 Pomezia, Italia Terra rossa $10,000 Singolare – Doppio                                        | Bianca Botto Teliana Pereira 7–6(3), 6–2                          | Benedetta Davato Anne Schäfer                    | Jeļena Ostapenko Anastasia Grymalska                 | Agnese Zucchini Anne Schäfer Teliana Pereira Carolina Pillot                       |
| 9 aprile  | ITF Women's Circuit Tlemcen 2012 Tlemcen, Algeria Terra rossa $10,000 Singolare – Doppio                         | Danka Kovinić 6–2, 6–2                                            | Alexandra Romanova                               | Yvonne Neuwirth Johanna Hyöty                        | Catherine Chantraine Fiona Gervais Alina Wessel Danijela Tomic                     |
| 9 aprile  | ITF Women's Circuit Tlemcen 2012 Tlemcen, Algeria Terra rossa $10,000 Singolare – Doppio                         | Alexandra Romanova Alina Wessel 7–5, 5–7, [12–10]                 | Johanna Hyöty Ella Leivo                         | Yvonne Neuwirth Johanna Hyöty                        | Catherine Chantraine Fiona Gervais Alina Wessel Danijela Tomic                     |
| 16 aprile | Dothan Pro Tennis Classic 2012 Dothan, USA Terra verde $50,000 Singolare – Doppio                                | Camila Giorgi 6–2, 4–6, 6–4                                       | Edina Gallovits-Hall                             | Lauren Davis Julia Cohen                             | Jill Craybas Mirjana Lučić Valerija Solov'ëva Misaki Doi                           |
| 16 aprile | Dothan Pro Tennis Classic 2012 Dothan, USA Terra verde $50,000 Singolare – Doppio                                | Eugenie Bouchard Jessica Pegula 6–4, 4–6, [10–5]                  | Sharon Fichman Marie-Ève Pelletier               | Lauren Davis Julia Cohen                             | Jill Craybas Mirjana Lučić Valerija Solov'ëva Misaki Doi                           |
| 16 aprile | Torneo Tirreno Power 2012 Civitavecchia, Italia Terra rossa $25,000 Singolare – Doppio                           | María-Teresa Torró-Flor 3–6, 7–5, 6–2                             | Julija Bejhel'zymer                              | Teliana Pereira Kathrin Wörle                        | Richèl Hogenkamp Gioia Barbieri Nastassja Burnett Karin Knapp                      |
| 16 aprile | Torneo Tirreno Power 2012 Civitavecchia, Italia Terra rossa $25,000 Singolare – Doppio                           | Elena Bogdan Ioana Raluca Olaru 6–3, 7–5                          | Claudia Giovine Marina Šamajko                   | Teliana Pereira Kathrin Wörle                        | Richèl Hogenkamp Gioia Barbieri Nastassja Burnett Karin Knapp                      |
| 16 aprile | Namangan Women's Tournament 2012 Namangan, Uzbekistan Cemento $25,000 Singolare – Doppio                         | Ol'ga Alekseevna Pučkova 3–6, 6–3, 6–2                            | Donna Vekić                                      | Veronika Kapšaj Iryna Burjačok                       | Naomi Broady Monique Adamczak Marta Sirotkina Nigina Abduraimova                   |
| 16 aprile | Namangan Women's Tournament 2012 Namangan, Uzbekistan Cemento $25,000 Singolare – Doppio                         | Oksana Kalašnikova Marta Sirotkina 6–2, 7–5                       | Naomi Broady Paula Kania                         | Veronika Kapšaj Iryna Burjačok                       | Naomi Broady Monique Adamczak Marta Sirotkina Nigina Abduraimova                   |
| 16 aprile | Bluesun Bol Ladies Open 2012 Bol, Croazia Terra rossa $10,000 Singolare – Doppio                                 | Anaïs Laurendon 6–4, 4–6, 6–3                                     | Bernarda Pera                                    | Neda Koprcina Tereza Martincová                      | Barbara Sobaszkiewicz Jesika Malecková Karla Popovic Vivien Juhászová              |
| 16 aprile | Bluesun Bol Ladies Open 2012 Bol, Croazia Terra rossa $10,000 Singolare – Doppio                                 | Nicole Clerico Anaïs Laurendon 6–2, 6–0                           | Jesika Malecková Tereza Smitková                 | Neda Koprcina Tereza Martincová                      | Barbara Sobaszkiewicz Jesika Malecková Karla Popovic Vivien Juhászová              |
| 16 aprile | Les Franqueses Del Valles Open 2012 Les Franqueses del Vallès, Spagna Cemento $10,000 Singolare – Doppio         | Ksenija Milevskaja 7–5, 6(5)–7, 6–4                               | Nastas'sja Jakimava                              | Patrycja Sanduska Andrea Gámiz                       | Evgenija Paškova Estelle Guisard Isabel Rapisarda-Calvo Ivonne Cavallé-Reimers     |
| 16 aprile | Les Franqueses Del Valles Open 2012 Les Franqueses del Vallès, Spagna Cemento $10,000 Singolare – Doppio         | Carolin Daniels Evgenija Paškova 6–4, 6–3                         | Sharmada Balu He Sirui                           | Patrycja Sanduska Andrea Gámiz                       | Evgenija Paškova Estelle Guisard Isabel Rapisarda-Calvo Ivonne Cavallé-Reimers     |
| 16 aprile | ITF Women's Circuit Heraklion 3 2012 Heraklion, Grecia Sintetico $10,000 Singolare – Doppio                      | Alice Savoretti 6–2, 3–6, 6–3                                     | Nuria Parrizas Díaz                              | Jasmin Steinherr Ksenia Kirillova                    | Natalia Siedliska Michaela Pochabová Alice Balducci Andreea Văideanu               |
| 16 aprile | ITF Women's Circuit Heraklion 3 2012 Heraklion, Grecia Sintetico $10,000 Singolare – Doppio                      | Petra Krejsová Silvia Njirić 6(7)–7, 6–3, [10–6]                  | Dana Machálková Tereza Malíková                  | Jasmin Steinherr Ksenia Kirillova                    | Natalia Siedliska Michaela Pochabová Alice Balducci Andreea Văideanu               |
| 16 aprile | Tennis Organisation 8 2012 Antalya-Belconti, Turchia Cemento $10,000 Singolare – Doppio                          | Yana Buchina 6–3, 6–4                                             | Nicola Geuer                                     | Nicole Melichar Lu Jiajing                           | Sultan Gönen Jovana Jakšić Lisa Whybourn Melanie Klaffner                          |
| 16 aprile | Tennis Organisation 8 2012 Antalya-Belconti, Turchia Cemento $10,000 Singolare – Doppio                          | Nicola Geuer Janina Toljan 6–2, 6–2                               | Lauren Megale Nicole Melichar                    | Nicole Melichar Lu Jiajing                           | Sultan Gönen Jovana Jakšić Lisa Whybourn Melanie Klaffner                          |
| 16 aprile | ITF Women's Circuit Caracas 2 2012 Caracas, Venezuela Cemento $10,000 Singolare – Doppio                         | Jennifer Elie 6–4, 2–6, 6–4                                       | Marina Giral Lores                               | Zuzana Zlochová Lauren Albanese                      | Simone Pratt Sarahí García Carrera Karina Venditti Marcela Bueno                   |
| 16 aprile | ITF Women's Circuit Caracas 2 2012 Caracas, Venezuela Cemento $10,000 Singolare – Doppio                         | María Andrea Cárdenas Jennifer Elie 6–3, 4–6, [10–3]              | Luicelena Pérez Karina Venditti                  | Zuzana Zlochová Lauren Albanese                      | Simone Pratt Sarahí García Carrera Karina Venditti Marcela Bueno                   |
| 16 aprile | Arequipa Womens 2012 Arequipa, Perù Terra rossa $10,000 Singolare – Doppio                                       | Karolina Nowak 3–6, 6–2, 6–3                                      | Elizabeth Ferris                                 | Isabella Robbiani Patricia Iveth Ku Flores           | Louise Boinay Liz Tatiane Koehler Bogarin Anastasia Kharchenko Ingrid Vargas Calvo |
| 16 aprile | Arequipa Womens 2012 Arequipa, Perù Terra rossa $10,000 Singolare – Doppio                                       | Erin Clark Ingrid Vargas Calvo 7–6(2), 7–5                        | Patricia Iveth Ku Flores Katherine Miranda Chang | Isabella Robbiani Patricia Iveth Ku Flores           | Louise Boinay Liz Tatiane Koehler Bogarin Anastasia Kharchenko Ingrid Vargas Calvo |
| 16 aprile | ITF Women's Circuit Villa del Dique 2 2012 Villa del Dique, Argentina Terra rossa $10,000 Singolare – Doppio     | Daniela Seguel 7–5, 6–1                                           | Victoria Bosio                                   | Nathalia Rossi Aranza Salut                          | Saška Gavrilovska Francesca Rescaldani Catalina Pella Tatiana Búa                  |
| 16 aprile | ITF Women's Circuit Villa del Dique 2 2012 Villa del Dique, Argentina Terra rossa $10,000 Singolare – Doppio     | Luciana Sarmenti Daniela Seguel 6–4, 5–7, [10–5]                  | Sofia Luini Guadalupe Pérez Rojas                | Nathalia Rossi Aranza Salut                          | Saška Gavrilovska Francesca Rescaldani Catalina Pella Tatiana Búa                  |
| 16 aprile | ITF Women's Circuit Muscat 2012 Mascate, Oman Cemento $10,000 Singolare – Doppio                                 | Anna Zaja 6–2, 6–2                                                | Laëtitia Sarrazin                                | Julija Samuseva Lou Brouleau                         | Fatma Al-Nabhani Evgeniya Svintsova Kyra Shroff Ankita Raina                       |
| 16 aprile | ITF Women's Circuit Muscat 2012 Mascate, Oman Cemento $10,000 Singolare – Doppio                                 | Kyra Shroff Yana Sizikova 6–2, 6–4                                | Barbara Haas Laëtitia Sarrazin                   | Julija Samuseva Lou Brouleau                         | Fatma Al-Nabhani Evgeniya Svintsova Kyra Shroff Ankita Raina                       |
| 23 aprile | Boyd Tinsley Women's Clay Court Classic 2012 Charlottesville, USA Terra rossa $50,000 Singolare – Doppio         | Melanie Oudin 7–6(0), 3–6, 6–1                                    | Irina Falconi                                    | Julia Cohen Coco Vandeweghe                          | Michelle Larcher de Brito Chanel Simmonds Maria Sanchez Gail Brodsky               |
| 23 aprile | Boyd Tinsley Women's Clay Court Classic 2012 Charlottesville, USA Terra rossa $50,000 Singolare – Doppio         | Maria Sanchez Yasmin Schnack 6–2, 6–2                             | Elena Bovina Julia Glushko                       | Julia Cohen Coco Vandeweghe                          | Michelle Larcher de Brito Chanel Simmonds Maria Sanchez Gail Brodsky               |
| 23 aprile | Torneo Club Tennis Vic 2012 Vic, Spagna Terra rossa $10,000 Singolare – Doppio                                   | Ksenija Milevskaja 6–4, 6–2                                       | Nastas'sja Jakimava                              | Amanda Carreras Andrea Lázaro García                 | Evgenija Paškova Pilar Domínguez-López Ximena Hermoso Giulia Gatto-Monticone       |
| 23 aprile | Torneo Club Tennis Vic 2012 Vic, Spagna Terra rossa $10,000 Singolare – Doppio                                   | Evgenija Paškova Isabella Šinikova 6–1, 6–2                       | Amanda Carreras Ximena Hermoso                   | Amanda Carreras Andrea Lázaro García                 | Evgenija Paškova Pilar Domínguez-López Ximena Hermoso Giulia Gatto-Monticone       |
| 23 aprile | AEGON Pro Series Bournemouth 2012 Bournemouth, Gran Bretagna Terra rossa $10,000 Singolare – Doppio              | Jade Windley 6–3, 6–1                                             | Naomi Broady                                     | Milana Špremo Caitlin Whoriskey                      | Harriet Dart Elixane Lechemia Lucy Brown Sherazad Benamar                          |
| 23 aprile | AEGON Pro Series Bournemouth 2012 Bournemouth, Gran Bretagna Terra rossa $10,000 Singolare – Doppio              | Carolin Daniels Dejana Raickovic 6–4, 6–3                         | Amy Bowtell Lucy Brown                           | Milana Špremo Caitlin Whoriskey                      | Harriet Dart Elixane Lechemia Lucy Brown Sherazad Benamar                          |
| 23 aprile | Tennis Organisation 9 2012 Antalya-Belconti, Turchia Cemento $10,000 Singolare – Doppio                          | Elizaveta Kuličkova 7–5, 6–2                                      | Dalila Jakupovič                                 | Maria Mokh Lisa Whybourn                             | Natalia Orlova Sylvia Krywacz Kaori Onishi Janina Toljan                           |
| 23 aprile | Tennis Organisation 9 2012 Antalya-Belconti, Turchia Cemento $10,000 Singolare – Doppio                          | Oksana Kalašnikova Sofia Kvatsabaia 6–4, 6–4                      | Ana Bogdan Maria Mokh                            | Maria Mokh Lisa Whybourn                             | Natalia Orlova Sylvia Krywacz Kaori Onishi Janina Toljan                           |
| 23 aprile | Internazionali di San Severo 2012 San Severo, Italia Terra rossa $10,000 Singolare – Doppio                      | Anastasia Grymalska 4–6, 6–1, 6–1                                 | Myrtille Georges                                 | Teodora Mirčić Claudia Giovine                       | Carolina Pillot Anna Danilina Ekaterine Gorgodze Tina Schiechtl                    |
| 23 aprile | Internazionali di San Severo 2012 San Severo, Italia Terra rossa $10,000 Singolare – Doppio                      | Anastasia Grymalska Teodora Mirčić 6–2, 6–4                       | Chiara Mendo Giulia Sussarello                   | Teodora Mirčić Claudia Giovine                       | Carolina Pillot Anna Danilina Ekaterine Gorgodze Tina Schiechtl                    |
| 23 aprile | Andijan Womens 2012 Andijan, Uzbekistan Cemento $10,000 Singolare – Doppio                                       | Sabina Sharipova 6–2, 6–4                                         | Jang Su Jeong                                    | Sabina Kurbanova Daria Mironova                      | Anastasіja Vasyl'jeva Vlada Ėkšibarova Ekaterina Jašina Keren Shlomo               |
| 23 aprile | Andijan Womens 2012 Andijan, Uzbekistan Cemento $10,000 Singolare – Doppio                                       | Albina Khabibulina Anastasіja Vasyl'jeva 6–0, 6–2                 | Sabina Sharipova Ekaterina Jašina                | Sabina Kurbanova Daria Mironova                      | Anastasіja Vasyl'jeva Vlada Ėkšibarova Ekaterina Jašina Keren Shlomo               |
| 23 aprile | Circuito Itaú de Tênis Feminino 2 2012 São Paulo, Brasile Terra rossa $10,000 Singolare – Doppio                 | Gabriela Paz 6–4, 6–2                                             | Gabriela Cé                                      | Carla Forte Fernanda Brito                           | Nathalia Rossi Priscila García Yasmine Guimarães Nathaly Kurata                    |
| 23 aprile | Circuito Itaú de Tênis Feminino 2 2012 São Paulo, Brasile Terra rossa $10,000 Singolare – Doppio                 | Ana Clara Duarte Gabriela Paz 5–7, 6–3, [10–5]                    | Gabriela Cé Carla Forte                          | Carla Forte Fernanda Brito                           | Nathalia Rossi Priscila García Yasmine Guimarães Nathaly Kurata                    |
| 23 aprile | ITF Women's Circuit Caracas 3 2012 Caracas, Venezuela Cemento $25,000 Singolare – Doppio                         | Adriana Pérez 6–1, 6–1                                            | Teliana Pereira                                  | Verónica Cepede Royg Mailen Auroux                   | María Irigoyen Zuzana Zlochová Aleksandrina Najdenova Alizé Lim                    |
| 23 aprile | ITF Women's Circuit Caracas 3 2012 Caracas, Venezuela Cemento $25,000 Singolare – Doppio                         | Mailen Auroux María Irigoyen 6–4, 6–3                             | Verónica Cepede Royg Adriana Pérez               | Verónica Cepede Royg Mailen Auroux                   | María Irigoyen Zuzana Zlochová Aleksandrina Najdenova Alizé Lim                    |
| 23 aprile | ITF Women's Circuit Chosica-Lima 2012 Chosica-Lima, Perù Terra rossa $10,000 Singolare – Doppio                  | Ana Sofía Sánchez 7–5, 6–1                                        | Anastasia Kharchenko                             | Liz Tatiane Koehler Bogarin Patricia Iveth Ku Flores | Karolina Nowak Ana Madcur Elizabeth Ferris Carolina Zeballos                       |
| 23 aprile | ITF Women's Circuit Chosica-Lima 2012 Chosica-Lima, Perù Terra rossa $10,000 Singolare – Doppio                  | Liz Tatiane Koehler Bogarin Isabella Robbiani 7–5, 6(4)–7, [10–4] | Elizabeth Ferris Anastasia Kharchenko            | Liz Tatiane Koehler Bogarin Patricia Iveth Ku Flores | Karolina Nowak Ana Madcur Elizabeth Ferris Carolina Zeballos                       |
| 23 aprile | ITF Womens Tennis Club de Tunis 2012 Tunisi, Tunisia Terra rossa $25,000 Singolare – Doppio                      | Sandra Zaniewska 6–4, 4–6, 6–2                                    | Ons Jabeur                                       | Bibiane Schoofs Richèl Hogenkamp                     | Ana Savić Inés Ferrer Suárez Marina Šamajko Elena Bogdan                           |
| 23 aprile | ITF Womens Tennis Club de Tunis 2012 Tunisi, Tunisia Terra rossa $25,000 Singolare – Doppio                      | Elena Bogdan Ioana Raluca Olaru 6–4, 6–3                          | Inés Ferrer Suárez Richèl Hogenkamp              | Bibiane Schoofs Richèl Hogenkamp                     | Ana Savić Inés Ferrer Suárez Marina Šamajko Elena Bogdan                           |
| 23 aprile | Rethymno Women's Futures 2012 Rethymno, Grecia Cemento $10,000 Singolare – Doppio                                | Dana Machálková 6–4, 6–4                                          | Nuria Parrizas Díaz                              | Karen Barbat Borislava Botusharova                   | Andreea Văideanu Angelica Moratelli Csilla Argyelán Despoina Vogasari              |
| 23 aprile | Rethymno Women's Futures 2012 Rethymno, Grecia Cemento $10,000 Singolare – Doppio                                | Petra Krejsová Silvia Njirić 3–6, 6–3, [10–7]                     | Andreanna Christopoulou Irini Papageorgiou       | Karen Barbat Borislava Botusharova                   | Andreea Văideanu Angelica Moratelli Csilla Argyelán Despoina Vogasari              |
| 30 aprile | Audi Melbourne Pro Tennis Classic 2012 Indian Harbour Beach, USA Terra verde $50,000 Singolare – Doppio          | Grace Min 6–4, 7–6(4)                                             | Maria Sanchez                                    | Krista Hardebeck Lauren Davis                        | Alexandra Kiick Chichi Scholl Marie-Ève Pelletier Heidi El Tabakh                  |
| 30 aprile | Audi Melbourne Pro Tennis Classic 2012 Indian Harbour Beach, USA Terra verde $50,000 Singolare – Doppio          | Maria Fernanda Alves Jessica Moore 6(6)–7, 6–3, [10–8]            | Marie-Ève Pelletier Al'ona Sotnikova             | Krista Hardebeck Lauren Davis                        | Alexandra Kiick Chichi Scholl Marie-Ève Pelletier Heidi El Tabakh                  |
| 30 aprile | Kangaroo Cup 2012 Gifu, Giappone Cemento $50,000 Singolare – Doppio                                              | Kimiko Date-Krumm 6–1, 5–7, 6–3                                   | Noppawan Lertcheewakarn                          | Kurumi Nara Erika Sema                               | Risa Ozaki Zheng Saisai Luksika Kumkhum Sun Shengnan                               |
| 30 aprile | Kangaroo Cup 2012 Gifu, Giappone Cemento $50,000 Singolare – Doppio                                              | Jessica Pegula Zheng Saisai 6–4, 3–6, [10–4]                      | Chan Chin-wei Hsu Wen-hsin                       | Kurumi Nara Erika Sema                               | Risa Ozaki Zheng Saisai Luksika Kumkhum Sun Shengnan                               |
| 30 aprile | ITF Women's Circuit Chiasso 2012 Chiasso, Svizzera Terra rossa $25,000 Singolare – Doppio                        | Amra Sadiković 6–3, 6–3                                           | Tereza Mrdeža                                    | Tatjana Maria Kathrin Wörle                          | Laura Robson Dar'ja Gavrilova Dinah Pfizenmaier Stephanie Vogt                     |
| 30 aprile | ITF Women's Circuit Chiasso 2012 Chiasso, Svizzera Terra rossa $25,000 Singolare – Doppio                        | Dar'ja Gavrilova Irina Chromačëva 6–0, 7–6(1)                     | Conny Perrin Maša Zec-Peškiric                   | Tatjana Maria Kathrin Wörle                          | Laura Robson Dar'ja Gavrilova Dinah Pfizenmaier Stephanie Vogt                     |
| 30 aprile | ITF Women's Circuit Shymkent 2012 Shymkent, Kazakhstan Cemento $10,000 Singolare – Doppio                        | Sabina Kurbanova 6–2, 6–3                                         | Ksenia Palkina                                   | Anastasіja Vasyl'jeva Maya Gaverova                  | Evgeniya Svintsova Alina Abdurakhimova Vlada Ėkšibarova Sabina Sharipova           |
| 30 aprile | ITF Women's Circuit Shymkent 2012 Shymkent, Kazakhstan Cemento $10,000 Singolare – Doppio                        | Albina Khabibulina Anastasіja Vasyl'jeva 3–6, 6–1, [10–6]         | Maya Gaverova Ksenia Palkina                     | Anastasіja Vasyl'jeva Maya Gaverova                  | Evgeniya Svintsova Alina Abdurakhimova Vlada Ėkšibarova Sabina Sharipova           |
| 30 aprile | Wiesbaden Tennis Open 2012 Wiesbaden, Germania Terra rossa $10,000 Singolare – Doppio                            | Anna Danilina 7–6(2), 7–6(4)                                      | Laura Siegemund                                  | Renata Voráčová Julia Kimmelmann                     | Jesika Malecková Anaïs Laurendon Constance Sibille Iva Mekovec                     |
| 30 aprile | Wiesbaden Tennis Open 2012 Wiesbaden, Germania Terra rossa $10,000 Singolare – Doppio                            | Laura Siegemund Caitlin Whoriskey 6–0, 6–0                        | Alexandra Romanova Sylwia Zagórska               | Renata Voráčová Julia Kimmelmann                     | Jesika Malecková Anaïs Laurendon Constance Sibille Iva Mekovec                     |
| 30 aprile | ITF Women's Circuit Antalya-Ihtisas 2012 Antalya-Ihtisas, Turchia Cemento $10,000 Singolare – Doppio             | Nicole Melichar 5–7, 6–4, 6–1                                     | Angelina Gabueva                                 | Kanami Tsuji Yuka Mori                               | Başak Eraydın Natalia Orlova Christina Shakovets Ofri Lankri                       |
| 30 aprile | ITF Women's Circuit Antalya-Ihtisas 2012 Antalya-Ihtisas, Turchia Cemento $10,000 Singolare – Doppio             | Yuka Mori Kaori Onishi 6–2, 6–4                                   | Angelina Gabueva Nicole Melichar                 | Kanami Tsuji Yuka Mori                               | Başak Eraydın Natalia Orlova Christina Shakovets Ofri Lankri                       |
| 30 aprile | AEGON Pro Series Edinburgh 2012 Edimburgo, Gran Bretagna Terra rossa $10,000 Singolare – Doppio                  | Quirine Lemoine 6–1, 6–0                                          | Elixane Lechemia                                 | Chloé Paquet Karolina Wlodarczak                     | Sabrina Bamburac Eva Wacanno Lucy Brown Kim Grajdek                                |
| 30 aprile | AEGON Pro Series Edinburgh 2012 Edimburgo, Gran Bretagna Terra rossa $10,000 Singolare – Doppio                  | Eva Wacanno Karolina Wlodarczak 4–6, 6–0, [13–11]                 | Elixane Lechemia Martina Prádová                 | Chloé Paquet Karolina Wlodarczak                     | Sabrina Bamburac Eva Wacanno Lucy Brown Kim Grajdek                                |
| 30 aprile | Mitra Kemayoran Women's Circuit 2012 Giacarta, Indonesia Cemento $10,000 Singolare – Doppio                      | Wang Yafan 6–1, 6–3                                               | Yang Zi                                          | Zhu Lin Lee So-ra                                    | Ayu Fani Damayanti Lu Jiajing Kanae Hisami Wen Xin                                 |
| 30 aprile | Mitra Kemayoran Women's Circuit 2012 Giacarta, Indonesia Cemento $10,000 Singolare – Doppio                      | Lu Jia Xiang Lu Jiajing 6–4, 6–4                                  | Anna Fitzpatrick Jade Windley                    | Zhu Lin Lee So-ra                                    | Ayu Fani Damayanti Lu Jiajing Kanae Hisami Wen Xin                                 |
| 30 aprile | Circuito Localiza de Tênis Feminino 2 2012 São José dos Campos, Brasile Terra rossa $10,000 Singolare – Doppio   | Gabriela Paz 6–4, 6–4                                             | Alizé Lim                                        | Andrea Gámiz Vivian Segnini                          | Raquel Piltcher Gabriela Cé Fernanda Brito María Fernanda Álvarez Terán            |
| 30 aprile | Circuito Localiza de Tênis Feminino 2 2012 São José dos Campos, Brasile Terra rossa $10,000 Singolare – Doppio   | María Fernanda Álvarez Terán Gabriela Paz 6–0, 6–3                | Carla Forte Laura Pigossi                        | Andrea Gámiz Vivian Segnini                          | Raquel Piltcher Gabriela Cé Fernanda Brito María Fernanda Álvarez Terán            |
| 30 aprile | ITF Women's Circuit Trujillo 2012 Trujillo, Perù Terra rossa $10,000 Singolare – Doppio                          | Anastasia Kharchenko 4–6, 6–2, 6–3                                | Patricia Iveth Ku Flores                         | Ana Sofía Sánchez Nadia Echeverria Alam              | Karolina Nowak Elizabeth Ferris Ingrid Vargas Calvo Carolina Zeballos              |
| 30 aprile | ITF Women's Circuit Trujillo 2012 Trujillo, Perù Terra rossa $10,000 Singolare – Doppio                          | Nadia Echeverria Alam Elizabeth Ferris 7–5, 6–1                   | Liz Tatiane Koehler Bogarin Kyra Wojcik          | Ana Sofía Sánchez Nadia Echeverria Alam              | Karolina Nowak Elizabeth Ferris Ingrid Vargas Calvo Carolina Zeballos              |
| 30 aprile | 130 years of IOPS 2012 Mosca, Russia Cemento $25,000 Singolare – Doppio                                          | Margarita Gasparjan 6–3, 4–6, 6–1                                 | Çağla Büyükakçay                                 | Veronika Kudermetova Paula Kania                     | Polina Pekhova Alexandra Artamonova Lіdzіja Marozava Carina Witthöft               |
| 30 aprile | 130 years of IOPS 2012 Mosca, Russia Cemento $25,000 Singolare – Doppio                                          | Paula Kania Polina Pekhova 6–4, 3–6, [10–7]                       | Tatiana Kotelnikova Lіdzіja Marozava             | Veronika Kudermetova Paula Kania                     | Polina Pekhova Alexandra Artamonova Lіdzіja Marozava Carina Witthöft               |

## Maggio
| Settimana | Torneo | Vincitori                                                | Finalisti                                           | Semifinalisti                               | Eliminati ai quarti                                                       |
| --------- | --- | -------------------------------------------------------- | --------------------------------------------------- | ------------------------------------------- | ------------------------------------------------------------------------- |
| 7 maggio  | Fukuoka International Women's Cup 2012 Fukuoka, Giappone Erba (Sintetico) $50,000 Singolare – Doppio                   | Casey Dellacqua 6–4, 6–1                                 | Monique Adamczak                                    | Melanie South Zheng Saisai                  | Junri Namigata Ksenija Lykina Erika Takao Nikola Hofmanová                |
| 7 maggio  | Fukuoka International Women's Cup 2012 Fukuoka, Giappone Erba (Sintetico) $50,000 Singolare – Doppio                   | Monique Adamczak Stephanie Bengson 6–4, 6–4              | Misa Eguchi Akiko Ōmae                              | Melanie South Zheng Saisai                  | Junri Namigata Ksenija Lykina Erika Takao Nikola Hofmanová                |
| 7 maggio  | RBC Bank Women's Challenger 2012 Raleigh, USA Terra verde $25,000 Singolare – Doppio                                   | Grace Min 3–6, 6–2, 6–3                                  | Tamaryn Hendler                                     | Heidi El Tabakh Marie-Ève Pelletier         | Olivia Rogowska Beatrice Capra Sally Peers Alexis King                    |
| 7 maggio  | RBC Bank Women's Challenger 2012 Raleigh, USA Terra verde $25,000 Singolare – Doppio                                   | Gabriela Dabrowski Marie-Ève Pelletier 6–4, 4–6, [10–5]  | Alexandra Mueller Asia Muhammad                     | Heidi El Tabakh Marie-Ève Pelletier         | Olivia Rogowska Beatrice Capra Sally Peers Alexis King                    |
| 7 maggio  | Walikota Tarakan Open 2012 Tarakan, Indonesia Cemento $10,000 Singolare – Doppio                                       | Lu Jiajing 6–2, 0–6, 6–2                                 | Nudnida Luangnam                                    | Han Sung-hee Tang Hao Chen                  | Mai Minokoshi Melanie Klaffner Donna Vekić Wen Xin                        |
| 7 maggio  | Walikota Tarakan Open 2012 Tarakan, Indonesia Cemento $10,000 Singolare – Doppio                                       | Chiaki Okadaue Yurika Sema 6–4, 7–6(4)                   | Huỳnh Phương Đài Trang Lee So-ra                    | Han Sung-hee Tang Hao Chen                  | Mai Minokoshi Melanie Klaffner Donna Vekić Wen Xin                        |
| 7 maggio  | Almaty Womens 2 2012 Almaty, Kazakhstan Cemento $10,000 Singolare – Doppio                                             | Ksenia Kirillova 6–2, 7–5                                | Karina Isayan                                       | Anastasіja Vasyl'jeva Ekaterina Jašina      | Margarita Lazareva Vlada Ėkšibarova Sabina Sharipova Maya Gaverova        |
| 7 maggio  | Almaty Womens 2 2012 Almaty, Kazakhstan Cemento $10,000 Singolare – Doppio                                             | Sabina Sharipova Ekaterina Jašina 6–4, 3–6, [10–3]       | Albina Khabibulina Anastasіja Vasyl'jeva            | Anastasіja Vasyl'jeva Ekaterina Jašina      | Margarita Lazareva Vlada Ėkšibarova Sabina Sharipova Maya Gaverova        |
| 7 maggio  | Open GDF SUEZ de Cagnes-sur-Mer Alpes-Maritimes 2012 Cagnes-sur-Mer, Francia Terra rossa $100,000+H Singolare – Doppio | Julija Putinceva 6–2, 6–1                                | Patricia Mayr-Achleitner                            | Magdaléna Rybáriková Caroline Garcia        | Kristina Barrois Alexandra Cadanțu Stéphanie Dubois Melinda Czink         |
| 7 maggio  | Open GDF SUEZ de Cagnes-sur-Mer Alpes-Maritimes 2012 Cagnes-sur-Mer, Francia Terra rossa $100,000+H Singolare – Doppio | Aleksandra Panova Urszula Radwańska 7–5, 4–6, [10–6]     | Katalin Marosi Renata Voráčová                      | Magdaléna Rybáriková Caroline Garcia        | Kristina Barrois Alexandra Cadanțu Stéphanie Dubois Melinda Czink         |
| 7 maggio  | Rising Star Tour 2012 Båstad, Svezia Terra rossa $10,000 Singolare – Doppio                                            | Eugenie Bouchard 7–6(4), 6–0                             | Katharina Lehnert                                   | Hilda Melander Sachia Vickery               | Barbara Sobaszkiewicz Karen Barbat Katerina Kramperová Beatrice Cedermark |
| 7 maggio  | Rising Star Tour 2012 Båstad, Svezia Terra rossa $10,000 Singolare – Doppio                                            | Sandra Roma Eveliina Virtanen 6–2, 3–6, [10–7]           | Hilda Melander Paulina Milosavljevic                | Hilda Melander Sachia Vickery               | Barbara Sobaszkiewicz Karen Barbat Katerina Kramperová Beatrice Cedermark |
| 7 maggio  | Città di Firenze 2012 Firenze, Italia Terra rossa $10,000 Singolare – Doppio                                           | Anaïs Laurendon 6–4, 6–4                                 | Magda Linette                                       | Gioia Barbieri Yuliana Lizarazo             | Agnese Zucchini Andreea Văideanu Justine Ozga Alison van Uytvanck         |
| 7 maggio  | Città di Firenze 2012 Firenze, Italia Terra rossa $10,000 Singolare – Doppio                                           | Gioia Barbieri Andreea Văideanu 6–2, 6(2)–7, [10–8]      | Nicole Clerico Anaïs Laurendon                      | Gioia Barbieri Yuliana Lizarazo             | Agnese Zucchini Andreea Văideanu Justine Ozga Alison van Uytvanck         |
| 7 maggio  | ITF Women's Circuit Istanbul 2012 Istanbul, Turchia Cemento $10,000 Singolare – Doppio                                 | Başak Eraydın 6–3, 6–1                                   | Nuria Parrizas Díaz                                 | Maria Sakkarī Liu Chang                     | Melis Sezer Anna Zaja Christina Shakovets Amanda Carreras                 |
| 7 maggio  | ITF Women's Circuit Istanbul 2012 Istanbul, Turchia Cemento $10,000 Singolare – Doppio                                 | Başak Eraydın Melis Sezer 6–2, 3–6, [10–7]               | Fatma Al-Nabhani Anna Zaja                          | Maria Sakkarī Liu Chang                     | Melis Sezer Anna Zaja Christina Shakovets Amanda Carreras                 |
| 7 maggio  | Bad Saarow Ladies Open 2012 Bad Saarow, Germania Terra rossa $10,000 Singolare – Doppio                                | Anna Karolína Schmiedlová 6–1, 6–3                       | Katerina Vanková                                    | Constance Sibille Elixane Lechemia          | Dejana Raickovic Martina Borecká Natalija Kostić Laëtitia Sarrazin        |
| 7 maggio  | Bad Saarow Ladies Open 2012 Bad Saarow, Germania Terra rossa $10,000 Singolare – Doppio                                | Martina Borecká Simona Dobrá 6–2, 6–2                    | Carolin Daniels Dejana Raickovic                    | Constance Sibille Elixane Lechemia          | Dejana Raickovic Martina Borecká Natalija Kostić Laëtitia Sarrazin        |
| 7 maggio  | Ten Sports ITF Futures 2012 New Delhi, India Cemento $10,000 Singolare – Doppio                                        | Lee Pei-chi 6–4, 6–2                                     | Natasha Palha                                       | Poojashree Venkatesha Sharmada Balu         | Sri Peddi Reddy Ratnika Batra Eetee Maheta Ai Koga                        |
| 7 maggio  | Ten Sports ITF Futures 2012 New Delhi, India Cemento $10,000 Singolare – Doppio                                        | Rushmi Chakravarthi Ankita Raina 6–1, 6–4                | Liu Yu Xuan Zhao Qianqian                           | Poojashree Venkatesha Sharmada Balu         | Sri Peddi Reddy Ratnika Batra Eetee Maheta Ai Koga                        |
| 7 maggio  | ITF Women's Circuit Rosario 2012 Rosario, Argentina Terra rossa $25,000 Singolare – Doppio                             | Teliana Pereira 7–5, 7–6(5)                              | Mailen Auroux                                       | Nicole Rottmann Verónica Cepede Royg        | Florencia Molinero Victoria Bosio Nadia Podoroska Sofia Luini             |
| 7 maggio  | ITF Women's Circuit Rosario 2012 Rosario, Argentina Terra rossa $25,000 Singolare – Doppio                             | Teliana Pereira Nicole Rottmann 6–2, 7–5                 | Verónica Cepede Royg Luciana Sarmenti               | Nicole Rottmann Verónica Cepede Royg        | Florencia Molinero Victoria Bosio Nadia Podoroska Sofia Luini             |
| 7 maggio  | Aberto de Brasília 2012 Brasilia, Brasile Terra rossa $25,000 Singolare – Doppio                                       | Gabriela Paz 6–3, 6–3                                    | Andrea Koch-Benvenuto                               | María Fernanda Álvarez Terán Vivian Segnini | Gabriela Cé Carla Forte Aleksandrina Najdenova Laura Pigossi              |
| 7 maggio  | Aberto de Brasília 2012 Brasilia, Brasile Terra rossa $25,000 Singolare – Doppio                                       | María Fernanda Álvarez Terán Gabriela Paz 6–2, 6–4       | Alizé Lim Aleksandrina Najdenova                    | María Fernanda Álvarez Terán Vivian Segnini | Gabriela Cé Carla Forte Aleksandrina Najdenova Laura Pigossi              |
| 14 maggio | Kurume Best Amenity International Women's Tennis 2012 Kurume, Giappone Erba $50,000 Singolare – Doppio                 | Zheng Saisai 7–5, 6–2                                    | Monique Adamczak                                    | Maria Abramović Junri Namigata              | Zarina Dijas Aiko Nakamura Qiang Wang Nikola Hofmanová                    |
| 14 maggio | Kurume Best Amenity International Women's Tennis 2012 Kurume, Giappone Erba $50,000 Singolare – Doppio                 | Han Xinyun Sun Shengnan 6–1, 6–0                         | Ksenija Lykina Melanie South                        | Maria Abramović Junri Namigata              | Zarina Dijas Aiko Nakamura Qiang Wang Nikola Hofmanová                    |
| 14 maggio | ITF Women's Circuit Fergana 2012 Fergana, Uzbekistan Cemento $25,000 Singolare – Doppio                                | Donna Vekić 6–2, 6–2                                     | Nadežda Kičenok                                     | Çağla Büyükakçay Chiaki Okadaue             | Dalila Jakupovič Sabina Sharipova Ljudmyla Kičenok Iryna Burjačok         |
| 14 maggio | ITF Women's Circuit Fergana 2012 Fergana, Uzbekistan Cemento $25,000 Singolare – Doppio                                | Ljudmyla Kičenok Nadežda Kičenok 6–4, 6–1                | Albina Khabibulina Anastasіja Vasyl'jeva            | Çağla Büyükakçay Chiaki Okadaue             | Dalila Jakupovič Sabina Sharipova Ljudmyla Kičenok Iryna Burjačok         |
| 14 maggio | Morocco Tennis Tour Casablanca 2012 Casablanca, Marocco Terra rossa $25,000 Singolare – Doppio                         | Arantxa Parra Santonja 6–4, 6–4                          | Ol'ga Savčuk                                        | Ons Jabeur María-Teresa Torró-Flor          | Ajla Tomljanović Renata Voráčová Beatriz García Vidagany Tereza Mrdeža    |
| 14 maggio | Morocco Tennis Tour Casablanca 2012 Casablanca, Marocco Terra rossa $25,000 Singolare – Doppio                         | Ol'ga Savčuk Renata Voráčová 6–1, 6–4                    | Elena Bogdan Ioana Raluca Olaru                     | Ons Jabeur María-Teresa Torró-Flor          | Ajla Tomljanović Renata Voráčová Beatriz García Vidagany Tereza Mrdeža    |
| 14 maggio | Koser Jewelers Pro Circuit Tennis Challenge 2012 Landisville, USA Cemento $10,000 Singolare – Doppio                   | Piia Suomalainen 7–6(4), 6–1                             | Elizabeth Lumpkin                                   | Anne-Liz Jeukeng Yana Koroleva              | Alexandra Mueller Nika Kukharchuk Zhao Di Denise Starr                    |
| 14 maggio | Koser Jewelers Pro Circuit Tennis Challenge 2012 Landisville, USA Cemento $10,000 Singolare – Doppio                   | Macall Harkins Chieh-yu Hsu 6–3, 6–4                     | Gabriela Dabrowski Alexandra Mueller                | Anne-Liz Jeukeng Yana Koroleva              | Alexandra Mueller Nika Kukharchuk Zhao Di Denise Starr                    |
| 14 maggio | Open Saint-Gaudens Midi Pyrénées 2012 Saint-Gaudens, Francia Terra rossa $50,000+H Singolare – Doppio                  | Mariana Duque-Mariño 4–6, 6–3, 6–2                       | Claire Feuerstein                                   | Valerija Savinych Aravane Rezaï             | Inés Ferrer Suárez Julia Cohen Irina Chromačëva Bibiane Schoofs           |
| 14 maggio | Open Saint-Gaudens Midi Pyrénées 2012 Saint-Gaudens, Francia Terra rossa $50,000+H Singolare – Doppio                  | Vesna Dolonc Irina Chromačëva 6–2, 6–0                   | Naomi Broady Julia Glushko                          | Valerija Savinych Aravane Rezaï             | Inés Ferrer Suárez Julia Cohen Irina Chromačëva Bibiane Schoofs           |
| 14 maggio | Sparta Prague Open 2012 Praga, Repubblica Ceca Terra rossa $100,000 Singolare – Doppio                                 | Lucie Šafářová 6–3, 7–5                                  | Klára Zakopalová                                    | Alizé Cornet Elena Baltacha                 | Ayumi Morita Eva Birnerová Anastasija Sevastova Kimiko Date-Krumm         |
| 14 maggio | Sparta Prague Open 2012 Praga, Repubblica Ceca Terra rossa $100,000 Singolare – Doppio                                 | Alizé Cornet Virginie Razzano 6–2, 6–3                   | Akgul Amanmuradova Casey Dellacqua                  | Alizé Cornet Elena Baltacha                 | Ayumi Morita Eva Birnerová Anastasija Sevastova Kimiko Date-Krumm         |
| 14 maggio | Internazionali Femminili di Tennis Città di Caserta 2012 Caserta, Italia Terra rossa $25,000 Singolare – Doppio        | Bianca Botto 6–1, 6–0                                    | Aleksandra Krunić                                   | Sharon Fichman Irena Pavlović               | Carolina Pillot Angelica Moratelli Diāna Marcinkēviča Gioia Barbieri      |
| 14 maggio | Internazionali Femminili di Tennis Città di Caserta 2012 Caserta, Italia Terra rossa $25,000 Singolare – Doppio        | Katarzyna Piter Romana Tabak 6–2, 6–4                    | Viktorija Golubic Aleksandra Krunić                 | Sharon Fichman Irena Pavlović               | Carolina Pillot Angelica Moratelli Diāna Marcinkēviča Gioia Barbieri      |
| 14 maggio | Mavi Cup 2012 Istanbul, Turchia Terra rossa $10,000 Singolare – Doppio                                                 | Quirine Lemoine 6–2, 7–6(5)                              | Ani Amiraghyan                                      | Jasmin Steinherr Amanda Carreras            | Christina Makarova Bianca Koch Liu Chang Nuria Parrizas Díaz              |
| 14 maggio | Mavi Cup 2012 Istanbul, Turchia Terra rossa $10,000 Singolare – Doppio                                                 | Başak Eraydın İpek Soylu 3–6, 6–2, [10–5]                | Liu Chang Zhang Nannan                              | Jasmin Steinherr Amanda Carreras            | Christina Makarova Bianca Koch Liu Chang Nuria Parrizas Díaz              |
| 14 maggio | Rising Star Tour 2 2012 Båstad, Svezia Terra rossa $10,000 Singolare – Doppio                                          | Eugenie Bouchard 6–3, 6–0                                | Milana Špremo                                       | Sandra Roma Sally Peers                     | Beatrice Cedermark Barbara Sobaszkiewicz Lara Michel Valeria Osadchenko   |
| 14 maggio | Rising Star Tour 2 2012 Båstad, Svezia Terra rossa $10,000 Singolare – Doppio                                          | Sandra Roma Eveliina Virtanen 6–3, 6(4)–7, [10–6]        | Lucy Brown Milana Špremo                            | Sandra Roma Sally Peers                     | Beatrice Cedermark Barbara Sobaszkiewicz Lara Michel Valeria Osadchenko   |
| 14 maggio | Summer Cup 2012 Mosca, Russia Terra rossa $25,000 Singolare – Doppio                                                   | Margarita Gasparjan 4–6, 6–4, 7–6(2)                     | Dar'ja Gavrilova                                    | Olga Ianchuk Valentina Ivachnenko           | Marina Mel'nikova Pemra Özgen Kateryna Kozlova Ol'ga Alekseevna Pučkova   |
| 14 maggio | Summer Cup 2012 Mosca, Russia Terra rossa $25,000 Singolare – Doppio                                                   | Valentina Ivachnenko Kateryna Kozlova 6–1, 6–3           | Darya Lebesheva Julia Valetova                      | Olga Ianchuk Valentina Ivachnenko           | Marina Mel'nikova Pemra Özgen Kateryna Kozlova Ol'ga Alekseevna Pučkova   |
| 14 maggio | ITF Women's Circuit Rosario 2 2012 Rosario, Argentina Terra rossa $10,000 Singolare – Doppio                           | Ana Sofía Sánchez 6–1, 6–3                               | Guadalupe Moreno                                    | Tatiana Búa Patricia Iveth Ku Flores        | Vanesa Furlanetto Nadia Podoroska Tatiana Carpio Francesca Rescaldani     |
| 14 maggio | ITF Women's Circuit Rosario 2 2012 Rosario, Argentina Terra rossa $10,000 Singolare – Doppio                           | Tatiana Búa Camila Silva 6–4, 7–6(2)                     | Luciana Sarmenti Daniela Seguel                     | Tatiana Búa Patricia Iveth Ku Flores        | Vanesa Furlanetto Nadia Podoroska Tatiana Carpio Francesca Rescaldani     |
| 21 maggio | Astana Womens 2 2012 Astana, Kazakhstan Cemento $25,000 Singolare – Doppio                                             | Ljudmyla Kičenok 4–6, 6–4, 6–2                           | Lisa Whybourn                                       | Ksenija Kirillova Iryna Burjačok            | Tamara Čurović Tadeja Majerič Valentina Ivachnenko Dalila Jakupovič       |
| 21 maggio | Astana Womens 2 2012 Astana, Kazakhstan Cemento $25,000 Singolare – Doppio                                             | Valentina Ivachnenko Kateryna Kozlova 6–2, 6–0           | Diana Isaeva Ksenia Kirillova                       | Ksenija Kirillova Iryna Burjačok            | Tamara Čurović Tadeja Majerič Valentina Ivachnenko Dalila Jakupovič       |
| 21 maggio | ITF Changwon Women's Challenger Tennis 2012 Changwon, Corea del Sud Cemento $25,000 Singolare – Doppio                 | Duan Yingying 6–4, 6–3                                   | Zhang Ling                                          | Yoo Mi Zhou Yimiao                          | Han Sung-hee Nudnida Luangnam Zhao Yijing Han Xinyun                      |
| 21 maggio | ITF Changwon Women's Challenger Tennis 2012 Changwon, Corea del Sud Cemento $25,000 Singolare – Doppio                 | Liu Wanting Xu Yifan 6–4, 7–5                            | Yang Zhaoxuan Zhang Kailin                          | Yoo Mi Zhou Yimiao                          | Han Sung-hee Nudnida Luangnam Zhao Yijing Han Xinyun                      |
| 21 maggio | Palmetto Pro Open 2012 Sumter, USA Cemento $10,000 Singolare – Doppio                                                  | Louisa Chirico 6–4, 6–3                                  | Victoria Duval                                      | Piia Suomalainen Zhao Di                    | Mayo Hibi Cecilia Costa Melgar Romana Tedjakusuma Jessica Moore           |
| 21 maggio | Palmetto Pro Open 2012 Sumter, USA Cemento $10,000 Singolare – Doppio                                                  | Jan Abaza Nicola Slater 7–6(1), 6–3                      | Elizabeth Ferris Mayo Hibi                          | Piia Suomalainen Zhao Di                    | Mayo Hibi Cecilia Costa Melgar Romana Tedjakusuma Jessica Moore           |
| 21 maggio | Internazionali Femminili di Tennis di Brescia 2012 Brescia, Italia Terra rossa $25,000 Singolare – Doppio              | Anna Karolína Schmiedlová 6–3, 6–2                       | Beatriz García Vidagany                             | Tereza Mrdeža Maria João Koehler            | Anastasia Grymalska Stephanie Vogt Richèl Hogenkamp Corinna Dentoni       |
| 21 maggio | Internazionali Femminili di Tennis di Brescia 2012 Brescia, Italia Terra rossa $25,000 Singolare – Doppio              | Corinna Dentoni Diāna Marcinkēviča 6–2, 6–1              | Tereza Mrdeža Maša Zec-Peškirič                     | Tereza Mrdeža Maria João Koehler            | Anastasia Grymalska Stephanie Vogt Richèl Hogenkamp Corinna Dentoni       |
| 21 maggio | ITF Women's Circuit Timișoara 2012 Timișoara, Romania Terra rossa $10,000 Singolare – Doppio                           | Andreea Mitu 6–2, 6–0                                    | Viktória Maľová                                     | Dana Machálková Simona Ionescu              | Irina Maria Bara Lea Tholey Dalia Zafirova Teodora Mirčić                 |
| 21 maggio | ITF Women's Circuit Timișoara 2012 Timișoara, Romania Terra rossa $10,000 Singolare – Doppio                           | Teodora Mirčić Andreea Mitu 6–1, 6–2                     | Lina Ǵorčeska Dalia Zafirova                        | Dana Machálková Simona Ionescu              | Irina Maria Bara Lea Tholey Dalia Zafirova Teodora Mirčić                 |
| 21 maggio | ITF Women's Circuit Getxo 2012 Getxo, Spagna Terra rossa $10,000 Singolare – Doppio                                    | Amanda Carreras 6–3, 4–6, 6–4                            | Ivonne Cavallé-Reimers                              | Jade Suvrijn Rocío de la Torre-Sánchez      | Patrycja Sanduska Chloé Paquet Olga Sáez Larra Margarida Moura            |
| 21 maggio | ITF Women's Circuit Getxo 2012 Getxo, Spagna Terra rossa $10,000 Singolare – Doppio                                    | Benedetta Davato Federica Quercia 7–6(3), 6–2            | Rocío de la Torre-Sánchez Arabela Fernández Rabener | Jade Suvrijn Rocío de la Torre-Sánchez      | Patrycja Sanduska Chloé Paquet Olga Sáez Larra Margarida Moura            |
| 21 maggio | Karyizawa Yonex Open 2012 Karuizawa, Giappone Erba $25,000 Singolare – Doppio                                          | Marta Sirotkina 6–4, 2–6, 6–4                            | Junri Namigata                                      | Qiang Wang Aki Yamasoto                     | Kumiko Iijima Chinami Ogi Ksenija Lykina Melanie South                    |
| 21 maggio | Karyizawa Yonex Open 2012 Karuizawa, Giappone Erba $25,000 Singolare – Doppio                                          | Hsieh Shu-ying Kumiko Iijima 3–6, 7–6(6), [10–1]         | Samantha Murray Emily Webley-Smith                  | Qiang Wang Aki Yamasoto                     | Kumiko Iijima Chinami Ogi Ksenija Lykina Melanie South                    |
| 21 maggio | ITF Women's Circuit New Delhi 2012 New Delhi, India Cemento $10,000 Singolare – Doppio                                 | Rishika Sunkara 6–2, 6–4                                 | Simran Kaur Sethi                                   | Wu Ho Ching Natasha Palha                   | Eetee Maheta Shweta Rana Prarthana Thombare Prerna Bhambri                |
| 21 maggio | ITF Women's Circuit New Delhi 2012 New Delhi, India Cemento $10,000 Singolare – Doppio                                 | Rushmi Chakravarthi Ankita Raina 6–3, 6–2                | Sri Peddi Reddy Prarthana Thombare                  | Wu Ho Ching Natasha Palha                   | Eetee Maheta Shweta Rana Prarthana Thombare Prerna Bhambri                |
| 21 maggio | GD Tennis Cup 2012 Smirne, Turchia Cemento $10,000 Singolare – Doppio                                                  | Başak Eraydın 6–0, 6–1                                   | Beatrice Cedermark                                  | Maria Jespersen Eri Hozumi                  | Natalia Siedliska Nadia Abdalá Sylwia Zagórska Sultan Gönen               |
| 21 maggio | GD Tennis Cup 2012 Smirne, Turchia Cemento $10,000 Singolare – Doppio                                                  | Natalia Siedliska Sylwia Zagórska 6–4, 6–3               | Nadia Abdalá Yana Sizikova                          | Maria Jespersen Eri Hozumi                  | Natalia Siedliska Nadia Abdalá Sylwia Zagórska Sultan Gönen               |
| 21 maggio | Marjorie Sherman Women's Circuit 2012 Ra'anana, Israele Cemento $10,000 Singolare – Doppio                             | Ofri Lankri 6–0, 6–1                                     | Despoina Vogasari                                   | Amit Lev Ari Valeria Patiuk                 | Angelina Gabueva Ekaterina Tour Oleksandra Piskun Saray Sterenbach        |
| 21 maggio | Marjorie Sherman Women's Circuit 2012 Ra'anana, Israele Cemento $10,000 Singolare – Doppio                             | Ester Masuri Ekaterina Tour 7–5, 1–6, [10–5]             | Angelina Gabueva Vladyslava Zanosiyenko             | Amit Lev Ari Valeria Patiuk                 | Angelina Gabueva Ekaterina Tour Oleksandra Piskun Saray Sterenbach        |
| 21 maggio | Velenje Open 2012 Velenje, Slovenia Terra rossa $10,000 Singolare – Doppio                                             | Anna-Lena Friedsam 6–1, 6–3                              | Agnese Zucchini                                     | Anja Prislan Carolina Pillot                | Vanda Lukács Kateřina Kramperová Dijana Banovec Silvia Njirić             |
| 21 maggio | Velenje Open 2012 Velenje, Slovenia Terra rossa $10,000 Singolare – Doppio                                             | Anna-Lena Friedsam Vanda Lukács 7–6(3), 5–7, [10–4]      | Anja Prislan Dejana Raickovic                       | Anja Prislan Carolina Pillot                | Vanda Lukács Kateřina Kramperová Dijana Banovec Silvia Njirić             |
| 28 maggio | FSP Gold River Women's Challenger 2012 Sacramento, USA Cemento $50,000 Singolare – Doppio                              | Maria Sanchez 4–6, 6–3, 6–1                              | Jessica Pegula                                      | Valerija Solov'ëva Samantha Crawford        | Elena Bovina Romana Tedjakusuma Asia Muhammad Ashley Weinhold             |
| 28 maggio | FSP Gold River Women's Challenger 2012 Sacramento, USA Cemento $50,000 Singolare – Doppio                              | Asia Muhammad Yasmin Schnack 6–3, 7–6(4)                 | Kaitlyn Christian Maria Sanchez                     | Valerija Solov'ëva Samantha Crawford        | Elena Bovina Romana Tedjakusuma Asia Muhammad Ashley Weinhold             |
| 28 maggio | ITF Gimcheon Women's Challenger Tennis 2012 Gimcheon, Corea del Sud Cemento $25,000 Singolare – Doppio                 | Duan Yingying 6–2, 6–1                                   | Chanel Simmonds                                     | Han Sung-hee Yu Min-hwa                     | Lee So-ra Nicha Lertpitaksinchai Liang Chen Sun Shengnan                  |
| 28 maggio | ITF Gimcheon Women's Challenger Tennis 2012 Gimcheon, Corea del Sud Cemento $25,000 Singolare – Doppio                 | Hu Yueyue Xu Yifan 6–0, 3–6, [10–7]                      | Liang Chen Sun Shengnan                             | Han Sung-hee Yu Min-hwa                     | Lee So-ra Nicha Lertpitaksinchai Liang Chen Sun Shengnan                  |
| 28 maggio | Head Tail Activewear Women's 2012 Hilton Head Island, USA Cemento $10,000 Singolare – Doppio                           | Mayo Hibi 6–3, 6–1                                       | Jessica Moore                                       | Breaunna Addison Jan Abaza                  | Tornado Alicia Black Yana Koroleva Victoria Duval Sherry Li               |
| 28 maggio | Head Tail Activewear Women's 2012 Hilton Head Island, USA Cemento $10,000 Singolare – Doppio                           | Anamika Bhargava Sylvia Krywacz 6–1, 6–4                 | Jelena Durišič Rio Kitagawa                         | Breaunna Addison Jan Abaza                  | Tornado Alicia Black Yana Koroleva Victoria Duval Sherry Li               |
| 28 maggio | Karshi Womens 2012 Karshi, Uzbekistan Cemento $10,000 Singolare – Doppio                                               | Ksenija Milevskaja 6–4, 7–5                              | Nadežda Kičenok                                     | Tamara Čurović Keren Shlomo                 | Anastasіja Vasyl'jeva Ekaterina Jašina Angelina Gabueva Ljudmyla Kičenok  |
| 28 maggio | Karshi Womens 2012 Karshi, Uzbekistan Cemento $10,000 Singolare – Doppio                                               | Darya Lebesheva Ekaterina Jašina 7–6(5), 6–2             | Albina Khabibulina Anastasіja Vasyl'jeva            | Tamara Čurović Keren Shlomo                 | Anastasіja Vasyl'jeva Ekaterina Jašina Angelina Gabueva Ljudmyla Kičenok  |
| 28 maggio | Trofeul Ilie Nastase 2012 Arad, Romania Terra rossa $10,000 Singolare – Doppio                                         | Lina Ǵorčeska 4–6, 6–4, 6–3                              | Viktória Maľová                                     | Cristina Adamescu Csilla Borsányi           | Laura Enea Alexandra Damaschin Cristina Ene Anastasia Vdovenco            |
| 28 maggio | Trofeul Ilie Nastase 2012 Arad, Romania Terra rossa $10,000 Singolare – Doppio                                         | Lina Ǵorčeska Viktória Maľová Walkover                   | Alexandra Damaschin Patricia Maria Țig              | Cristina Adamescu Csilla Borsányi           | Laura Enea Alexandra Damaschin Cristina Ene Anastasia Vdovenco            |
| 28 maggio | Torneo Internazionale Femminile Città di Grado 2012 Grado, Italia Terra rossa $25,000 Singolare – Doppio               | Maria Elena Camerin 6–2, 6–3                             | Yvonne Meusburger                                   | Margalita Chakhnašvili Mihaela Buzărnescu   | Dar'ja Gavrilova Sacha Jones Nastassja Burnett Danka Kovinić              |
| 28 maggio | Torneo Internazionale Femminile Città di Grado 2012 Grado, Italia Terra rossa $25,000 Singolare – Doppio               | Margalita Chakhnašvili Ekaterine Gorgodze 7–6(2), 7–6(1) | Claudia Giovine Anastasia Grymalska                 | Margalita Chakhnašvili Mihaela Buzărnescu   | Dar'ja Gavrilova Sacha Jones Nastassja Burnett Danka Kovinić              |
| 28 maggio | Cantanhede Ladies Open 2012 Cantanhede, Portogallo Sintetico $10,000 Singolare – Doppio                                | Charlène Seateun 4–6, 6–3, 6–4                           | Olga Sáez Larra                                     | Carolin Daniels Paula Mocete-Talamantes     | Amandine Cazeaux Olga Brózda Carolina Prats-Millán Virginie Ayassamy      |
| 28 maggio | Cantanhede Ladies Open 2012 Cantanhede, Portogallo Sintetico $10,000 Singolare – Doppio                                | Margarida Moura Joana Vale Costa 7–5, 6–1                | Aida Martínez Sanjuan Paula Mocete-Talamantes       | Carolin Daniels Paula Mocete-Talamantes     | Amandine Cazeaux Olga Brózda Carolina Prats-Millán Virginie Ayassamy      |
| 28 maggio | Zubr Cup 2012 Přerov, Repubblica Ceca Terra rossa $15,000 Singolare – Doppio                                           | Andreea Mitu 6–2, 6–3                                    | Martina Kubičíková                                  | Tina Schiechtl Anne Schäfer                 | Kateřina Kramperová Nathalia Rossi Isabella Šinikova Paula Kania          |
| 28 maggio | Zubr Cup 2012 Přerov, Repubblica Ceca Terra rossa $15,000 Singolare – Doppio                                           | Nikola Fraňková Tereza Hladíková 4–6, 7–6(7), [10–8]     | Simona Dobrá Lucie Kriegsmannová                    | Tina Schiechtl Anne Schäfer                 | Kateřina Kramperová Nathalia Rossi Isabella Šinikova Paula Kania          |
| 28 maggio | Trabzon Cup 2012 Trebisonda, Turchia Cemento $10,000 Singolare – Doppio                                                | Margarita Lazareva 6–4, 6–3                              | Melis Sezer                                         | Diana Stomlega Nadia Abdalá                 | Alina Mikheeva Eri Hozumi Borislava Botusharova Stephanie Scimone         |
| 28 maggio | Trabzon Cup 2012 Trebisonda, Turchia Cemento $10,000 Singolare – Doppio                                                | Margarita Lazareva Abbie Myers 6–2, 6–3                  | Sultan Gönen Büşra Kayrun                           | Diana Stomlega Nadia Abdalá                 | Alina Mikheeva Eri Hozumi Borislava Botusharova Stephanie Scimone         |
| 28 maggio | ITF Women's Circuit Warsaw 2012 Varsavia, Polonia Terra rossa $10,000 Singolare – Doppio                               | Chantal Škamlová 6–3, 6–2                                | Katarzyna Kawa                                      | Elyne Boeykens Nadiya Kolb                  | Vivien Juhászová Sylwia Zagórska Dejana Raickovic Caitlin Whoriskey       |
| 28 maggio | ITF Women's Circuit Warsaw 2012 Varsavia, Polonia Terra rossa $10,000 Singolare – Doppio                               | Elyne Boeykens Caitlin Whoriskey 6–2, 6–2                | Karolina Kosińska Aleksandra Rosolska               | Elyne Boeykens Nadiya Kolb                  | Vivien Juhászová Sylwia Zagórska Dejana Raickovic Caitlin Whoriskey       |
| 28 maggio | Infond Open 2012 Maribor, Slovenia Terra rossa $25,000 Singolare – Doppio                                              | Anna-Lena Friedsam 2–6, 7–6(1), 6–2                      | Teliana Pereira                                     | Kathrin Wörle Ajla Tomljanović              | Eugenie Bouchard Maša Zec-Peškirič Jana Čepelová Maria João Koehler       |
| 28 maggio | Infond Open 2012 Maribor, Slovenia Terra rossa $25,000 Singolare – Doppio                                              | Elena Bogdan Kathrin Wörle 6–2, 2–6, [10–5]              | Karen Barbat Anna-Lena Friedsam                     | Kathrin Wörle Ajla Tomljanović              | Eugenie Bouchard Maša Zec-Peškirič Jana Čepelová Maria João Koehler       |

## Giugno
| Settimana | Torneo | Vincitori                                                 | Finalisti                                     | Semifinalisti                                  | Eliminati ai quarti                                                         |
| --------- | --- | --------------------------------------------------------- | --------------------------------------------- | ---------------------------------------------- | --------------------------------------------------------------------------- |
| 4 giugno  | Nottingham Trophy 2012 Nottingham, Gran Bretagna Erba $75,000 Singolare – Doppio                                                                                      | Urszula Radwańska 6–1, 4–6, 6–1                           | Coco Vandeweghe                               | Irina Falconi Anne Keothavong                  | Chang Kai-chen Elena Baltacha Kristýna Plíšková Hsieh Su-wei                |
| 4 giugno  | Nottingham Trophy 2012 Nottingham, Gran Bretagna Erba $75,000 Singolare – Doppio                                                                                      | Eléni Daniilídou Casey Dellacqua 6–4, 6–2                 | Laura Robson Heather Watson                   | Irina Falconi Anne Keothavong                  | Chang Kai-chen Elena Baltacha Kristýna Plíšková Hsieh Su-wei                |
| 4 giugno  | Smart Card Open Monet+ 2012 Zlín, Repubblica Ceca Terra rossa $25,000 Singolare – Doppio                                                                              | María-Teresa Torró-Flor 6–1, 1–6, 6–1                     | Jasmina Tinjić                                | Catalina Castaño Ekaterina Ivanova             | Verónica Cepede Royg Renata Voráčová Kateřina Kramperová Teliana Pereira    |
| 4 giugno  | Smart Card Open Monet+ 2012 Zlín, Repubblica Ceca Terra rossa $25,000 Singolare – Doppio                                                                              | Elica Kostova Jasmina Tinjić 4–6, 6–1, [10–8]             | Verónica Cepede Royg Teliana Pereira          | Catalina Castaño Ekaterina Ivanova             | Verónica Cepede Royg Renata Voráčová Kateřina Kramperová Teliana Pereira    |
| 4 giugno  | Karshi Womens 2 2012 Karshi, Uzbekistan Cemento $25,000 Singolare – Doppio                                                                                            | Nadežda Kičenok 6–3, 7–6(3)                               | Tadeja Majerič                                | Teodora Mirčić Valentina Ivachnenko            | Ksenija Milevskaja Zarina Dijas Ksenia Palkina Veronika Kapšaj              |
| 4 giugno  | Karshi Womens 2 2012 Karshi, Uzbekistan Cemento $25,000 Singolare – Doppio                                                                                            | Valentina Ivachnenko Kateryna Kozlova 7–5, 6–3            | Veronika Kapšaj Teodora Mirčić                | Teodora Mirčić Valentina Ivachnenko            | Ksenija Milevskaja Zarina Dijas Ksenia Palkina Veronika Kapšaj              |
| 4 giugno  | Hunt Communities USTA Women's Pro Tennis Classic 2012 El Paso, USA Cemento $25,000 Singolare – Doppio                                                                 | Marie-Ève Pelletier 7–5, 6–4                              | Ashley Weinhold                               | Elizabeth Lumpkin Valerija Solov'ëva           | Al'ona Sotnikova Elizabeth Ferris Maria Sanchez Fatma Al-Nabhani            |
| 4 giugno  | Hunt Communities USTA Women's Pro Tennis Classic 2012 El Paso, USA Cemento $25,000 Singolare – Doppio                                                                 | Sanaz Marand Ashley Weinhold 6–4, 6–3                     | Fatma Al-Nabhani María Fernanda Álvarez Terán | Elizabeth Lumpkin Valerija Solov'ëva           | Al'ona Sotnikova Elizabeth Ferris Maria Sanchez Fatma Al-Nabhani            |
| 4 giugno  | Torneo Tênis Clube de Santos 2012 Santos, Brasile Terra rossa $10,000 Singolare – Doppio                                                                              | Ana Clara Duarte 6–2, 3–6, 6–1                            | Fernanda Brito                                | Carla Forte Nathaly Kurata                     | Roxane Vaisemberg Eduarda Piai Isabella Robbiani Vivian Segnini             |
| 4 giugno  | Torneo Tênis Clube de Santos 2012 Santos, Brasile Terra rossa $10,000 Singolare – Doppio                                                                              | Eduarda Piai Karina Venditti 6–3, 7–6(4)                  | Gabriela Cé Raquel Piltcher                   | Carla Forte Nathaly Kurata                     | Roxane Vaisemberg Eduarda Piai Isabella Robbiani Vivian Segnini             |
| 4 giugno  | Amarante Ladies Open 2012 (ITF Women's Circuit Amarante) Amarante, Portogallo Cemento $10,000 Singolare – Doppio                                                      | Virginie Ayassamy 6–4, 1–6, 6–2                           | Joana Vale Costa                              | Olga Brózda Nuria Parrizas Díaz                | Nathalia Rossi Anja Prislan Gaelle Rey Alexandra Nancarrow                  |
| 4 giugno  | Amarante Ladies Open 2012 (ITF Women's Circuit Amarante) Amarante, Portogallo Cemento $10,000 Singolare – Doppio                                                      | Ivette López Nuria Parrizas Díaz Walkover                 | Olga Brózda Natalia Kołat                     | Olga Brózda Nuria Parrizas Díaz                | Nathalia Rossi Anja Prislan Gaelle Rey Alexandra Nancarrow                  |
| 4 giugno  | Agri Open 2012 Agri, Turchia Sintetico $10,000 Singolare – Doppio | Başak Eraydın 6–3, 6–3                                    | Jeannine Prentner                             | Seda Arantekin Yana Sizikova                   | Alexandra Romanova Margarita Lazareva Linda Mair Marisa Gianotti            |
| 4 giugno  | Agri Open 2012 Agri, Turchia Sintetico $10,000 Singolare – Doppio | Alexandra Romanova Chantal Škamlová 6–3, 4–6, [10–7]      | Abbie Myers Yana Sizikova                     | Seda Arantekin Yana Sizikova                   | Alexandra Romanova Margarita Lazareva Linda Mair Marisa Gianotti            |
| 4 giugno  | ITF Women's Circuit Taipei 2012 Taipei, Cina Taipei Cemento $10,000 Singolare – Doppio                                                                                | Nungnadda Wannasuk 6–4, 7–6(3)                            | Chan Chin-wei                                 | Miyabi Inoue Emi Mutaguchi                     | Lee Hua-chen Chan Wing-yau Miharu Imanishi Nicha Lertpitaksinchai           |
| 4 giugno  | ITF Women's Circuit Taipei 2012 Taipei, Cina Taipei Cemento $10,000 Singolare – Doppio                                                                                | Kao Shao-yuan Lee Hua-chen 6–3, 6–3                       | Hsu Ching-wen Lee Ya-hsuan                    | Miyabi Inoue Emi Mutaguchi                     | Lee Hua-chen Chan Wing-yau Miharu Imanishi Nicha Lertpitaksinchai           |
| 4 giugno  | Sarajevo Ladies Open 2012 Sarajevo, Bosnia ed Erzegovina Terra rossa $10,000 Singolare – Doppio                                                                       | Camelia Hristea 6–3, 3–6, 6–4                             | Bernarda Pera                                 | Nina Zander Vladica Babić                      | Tjaša Šrimpf Tereza Malíková Jovana Jakšić Cristina Dinu                    |
| 4 giugno  | Sarajevo Ladies Open 2012 Sarajevo, Bosnia ed Erzegovina Terra rossa $10,000 Singolare – Doppio                                                                       | Barbara Bonić Neda Koprčina 2–6, 7–5, [10–8]              | Dagmara Bašková Tereza Malíková               | Nina Zander Vladica Babić                      | Tjaša Šrimpf Tereza Malíková Jovana Jakšić Cristina Dinu                    |
| 11 giugno | Open GDF SUEZ de Marseille 2012 Marsiglia, Francia Terra rossa $100,000 Singolare – Doppio                                                                            | Lourdes Domínguez Lino 6-3, 6-3                           | Pauline Parmentier                            | Jessica Pegula Nastassja Burnett               | Beatriz García Vidagany Caroline Garcia Julia Cohen Stephanie Vogt          |
| 11 giugno | Open GDF SUEZ de Marseille 2012 Marsiglia, Francia Terra rossa $100,000 Singolare – Doppio                                                                            | Séverine Beltrame Laura Thorpe 6-1, 6-4                   | Kristina Barrois Ol'ga Savčuk                 | Jessica Pegula Nastassja Burnett               | Beatriz García Vidagany Caroline Garcia Julia Cohen Stephanie Vogt          |
| 11 giugno | Trofeul Popeci 2012 Craiova, Romania Terra rossa $50,000+H Singolare – Doppio                                                                                         | María Teresa Torró Flor 6-3, 6-4                          | Cristina-Andreea Mitu                         | María Irigoyen Irina Chromačëva                | Aleksandra Krunić Cristina Dinu Ioana Raluca Olaru Kirsten Flipkens         |
| 11 giugno | Trofeul Popeci 2012 Craiova, Romania Terra rossa $50,000+H Singolare – Doppio                                                                                         | Renata Voráčová Lenka Wienerová 2-6, 6-3, [10-6]          | Paula Kania Irina Chromačëva                  | María Irigoyen Irina Chromačëva                | Aleksandra Krunić Cristina Dinu Ioana Raluca Olaru Kirsten Flipkens         |
| 11 giugno | Nottingham Challenge 2012 Nottingham, Gran Bretagna Erba $50,000 Singolare – Doppio                                                                                   | Ashleigh Barty 6–1, 6–1                                   | Tatjana Maria                                 | Nastas'sja Jakimava Karolína Plíšková          | Marta Sirotkina Amra Sadiković Madison Brengle Mihaela Buzărnescu           |
| 11 giugno | Nottingham Challenge 2012 Nottingham, Gran Bretagna Erba $50,000 Singolare – Doppio                                                                                   | Ashleigh Barty Sally Peers 7–6(2), 3–6, [10–5]            | Réka-Luca Jani Maria João Koehler             | Nastas'sja Jakimava Karolína Plíšková          | Marta Sirotkina Amra Sadiković Madison Brengle Mihaela Buzărnescu           |
| 11 giugno | Bukhara Womens 2012 Bukhara, Uzbekistan Cemento $25,000 Singolare – Doppio                                                                                            | Zarina Dijas 6–0, 6–0                                     | Ljudmyla Kičenok                              | Sabina Sharipova Teodora Mirčić                | Veronika Kapšaj Kateryna Kozlova Akiko Ōmae Andrea Koch-Benvenuto           |
| 11 giugno | Bukhara Womens 2012 Bukhara, Uzbekistan Cemento $25,000 Singolare – Doppio                                                                                            | Ljudmyla Kičenok Nadežda Kičenok 7–5, 7–5                 | Valentina Ivachnenko Kateryna Kozlova         | Sabina Sharipova Teodora Mirčić                | Veronika Kapšaj Kateryna Kozlova Akiko Ōmae Andrea Koch-Benvenuto           |
| 11 giugno | Padova Challenge Open 2012 Padova, Italia Terra rossa $25,000 Singolare – Doppio                                                                                      | Anna-Lena Friedsam 6–2, 6–2                               | Corinna Dentoni                               | Diāna Marcinkēviča Giulia Gatto-Monticone      | Aleksandrina Najdenova Katarzyna Piter Anastasia Grymalska Lisa Sabino      |
| 11 giugno | Padova Challenge Open 2012 Padova, Italia Terra rossa $25,000 Singolare – Doppio                                                                                      | Gioia Barbieri Anastasia Grymalska 6–2, 6–1               | Federica Grazioso Lisa Sabino                 | Diāna Marcinkēviča Giulia Gatto-Monticone      | Aleksandrina Najdenova Katarzyna Piter Anastasia Grymalska Lisa Sabino      |
| 11 giugno | ITF Women's Circuit Erzincan 2012 Erzincan, Turchia Cemento $10,000 Singolare – Doppio                                                                                | Chantal Škamlová 6–1, 6–1                                 | Jeannine Prentner                             | Başak Eraydın Alina Wessel                     | Abbie Myers Margarita Lazareva Tamari Chalaganidze Lina Mair                |
| 11 giugno | ITF Women's Circuit Erzincan 2012 Erzincan, Turchia Cemento $10,000 Singolare – Doppio                                                                                | Chantal Škamlová Alina Wessel 6–0, 6–4                    | Jeannine Prentner Evgeniya Svintsova          | Başak Eraydın Alina Wessel                     | Abbie Myers Margarita Lazareva Tamari Chalaganidze Lina Mair                |
| 11 giugno | Jablonec Open 2012 Jablonec nad Nisou, Repubblica Ceca Terra rossa $10,000 Singolare – Doppio                                                                         | Klára Fabíková 6–4, 6–1                                   | Kateřina Kramperová                           | Bianca Koch Petra Krejsová                     | Alice Balducci Vivienne Vierin Tereza Martincová Vanda Lukács               |
| 11 giugno | Jablonec Open 2012 Jablonec nad Nisou, Repubblica Ceca Terra rossa $10,000 Singolare – Doppio                                                                         | Viktorija Kan Kateřina Siniaková 6–3, 6–4                 | Martina Borecká Petra Krejsová                | Bianca Koch Petra Krejsová                     | Alice Balducci Vivienne Vierin Tereza Martincová Vanda Lukács               |
| 11 giugno | Future Drenthe 2012 Meppel, Paesi Bassi Terra rossa $10,000 Singolare – Doppio                                                                                        | Ysaline Bonaventure 6–2, 6–4                              | Julia Kimmelmann                              | Varvara Flink Anne Schäfer                     | Cindy Burger Valeria Podda Nicolette van Uitert Lucía Cervera-Vázquez       |
| 11 giugno | Future Drenthe 2012 Meppel, Paesi Bassi Terra rossa $10,000 Singolare – Doppio                                                                                        | Ysaline Bonaventure Nicolette van Uitert 6–1, 4–6, [10–7] | Marrit Boonstra Vivian Heisen                 | Varvara Flink Anne Schäfer                     | Cindy Burger Valeria Podda Nicolette van Uitert Lucía Cervera-Vázquez       |
| 11 giugno | Tokyo Ariake International Ladies Open 2012 Tokyo, Giappone Cemento $10,000 Singolare – Doppio                                                                        | Nao Hibino 6–0, 6–2                                       | Mari Tanaka                                   | Miharu Imanishi Akiko Yonemura                 | Miho Kowase Aki Yamasoto Yumi Miyazaki Nungnadda Wannasuk                   |
| 11 giugno | Tokyo Ariake International Ladies Open 2012 Tokyo, Giappone Cemento $10,000 Singolare – Doppio                                                                        | Maiko Inoue Kaori Onishi 5–7, 7–5, [10–7]                 | Akari Inoue Hiroko Kuwata                     | Miharu Imanishi Akiko Yonemura                 | Miho Kowase Aki Yamasoto Yumi Miyazaki Nungnadda Wannasuk                   |
| 11 giugno | Resortquest Pro Women's Open At Sea Colony 2012 Bethany Beach, USA Terra rossa $10,000 Singolare – Doppio                                                             | Vojislava Lukić 6–2, 7–5                                  | Sanaz Marand                                  | Alexis King Anastasia Kharchenko               | Katrine Steffensen Nika Kukharchuk Jacqueline Cako Mariya Slupska           |
| 11 giugno | Resortquest Pro Women's Open At Sea Colony 2012 Bethany Beach, USA Terra rossa $10,000 Singolare – Doppio                                                             | Jacqueline Cako Sanaz Marand 6–1, 6–2                     | Anastasia Kharchenko Nika Kukharchuk          | Alexis King Anastasia Kharchenko               | Katrine Steffensen Nika Kukharchuk Jacqueline Cako Mariya Slupska           |
| 18 giugno | ITF NH NongHyup Goyang Women's Challenger Tennis 2012 Goyang, Corea del Sud Cemento $25,000 Singolare – Doppio                                                        | Duan Ying-Ying 6–3, 6–3                                   | Zhang Ling                                    | Varatchaya Wongteanchai Han Sung-hee           | Chan Chin-wei Liang Chen Lu Jiajing Lee So-ra                               |
| 18 giugno | ITF NH NongHyup Goyang Women's Challenger Tennis 2012 Goyang, Corea del Sud Cemento $25,000 Singolare – Doppio                                                        | Liu Wanting Sun Shengnan 6(1)–7, 6–3, [10–7]              | Nicha Lertpitaksinchai Peangtarn Plipuech     | Varatchaya Wongteanchai Han Sung-hee           | Chan Chin-wei Liang Chen Lu Jiajing Lee So-ra                               |
| 18 giugno | Open GDF SUEZ Montpellier 2012 Montpellier, Francia Terra rossa $25,000 Singolare – Doppio                                                                            | Séverine Beltrame 6–2, 7–6(4)                             | Catalina Castaño                              | María Irigoyen Mónica Puig                     | Julija Putinceva Corinna Dentoni Gioia Barbieri Alizé Lim                   |
| 18 giugno | Open GDF SUEZ Montpellier 2012 Montpellier, Francia Terra rossa $25,000 Singolare – Doppio                                                                            | Séverine Beltrame Laura Thorpe 4–6, 6–4, [10–6]           | Mailen Auroux María Irigoyen                  | María Irigoyen Mónica Puig                     | Julija Putinceva Corinna Dentoni Gioia Barbieri Alizé Lim                   |
| 18 giugno | Lenzerheide Open 2012 Lenzerheide, Svizzera Terra rossa $25,000 Singolare – Doppio                                                                                    | Aleksandra Krunić 6–3, 6–3                                | Chichi Scholl                                 | Timea Bacsinszky Ana Vrljić                    | Isabella Šinikova Nastja Kolar Stephanie Vogt Sofia Kvatsabaia              |
| 18 giugno | Lenzerheide Open 2012 Lenzerheide, Svizzera Terra rossa $25,000 Singolare – Doppio                                                                                    | Aleksandra Krunić Ana Vrljić 6–2, 6–4                     | Ksenija Lykina Isabella Šinikova              | Timea Bacsinszky Ana Vrljić                    | Isabella Šinikova Nastja Kolar Stephanie Vogt Sofia Kvatsabaia              |
| 18 giugno | Sommercup Koeln 2012 Colonia, Germania Terra rossa $10,000 Singolare – Doppio                                                                                         | Julia Kimmelmann 6–2, 1–6, 7–5                            | Jelena Pandžic                                | Klára Fabíková Vanessa Henke                   | Iva Primorac Yvonne Neuwirth Julia Wachaczyk Verena Schmid                  |
| 18 giugno | Sommercup Koeln 2012 Colonia, Germania Terra rossa $10,000 Singolare – Doppio                                                                                         | Julia Mayr Dalia Zafirova 6–1, 6–1                        | Nathalia Rossi Carolina Zeballos              | Klára Fabíková Vanessa Henke                   | Iva Primorac Yvonne Neuwirth Julia Wachaczyk Verena Schmid                  |
| 18 giugno | ITF Women's Circuit Istanbul 2 2012 Istanbul, Turchia Cemento $10,000 Singolare – Doppio                                                                              | Yuliya Kalabina 6–2, 6–2                                  | Ksenia Kirillova                              | Johanna Hyöty Ana Bogdan                       | Julija Stamatova Bermet Duvanaeva Jaqueline Adina Cristian Stefana Andrei   |
| 18 giugno | ITF Women's Circuit Istanbul 2 2012 Istanbul, Turchia Cemento $10,000 Singolare – Doppio                                                                              | Beatriz Maria Martins Cecato Abbie Myers 6–1, 7–6(7)      | Diana Isaeva Ksenia Kirillova                 | Johanna Hyöty Ana Bogdan                       | Julija Stamatova Bermet Duvanaeva Jaqueline Adina Cristian Stefana Andrei   |
| 18 giugno | Trofeul Recon Enescu Craiova 2012 Craiova, Romania Terra rossa $10,000 Singolare – Doppio                                                                             | Sabina Lupu 6–2, 6–4                                      | Daniëlle Harmsen                              | Laura-Ioana Andrei Diana Buzean                | Liu Min Simona Ionescu Patricia Maria ?ig Raluca Elena Platon               |
| 18 giugno | Trofeul Recon Enescu Craiova 2012 Craiova, Romania Terra rossa $10,000 Singolare – Doppio                                                                             | Camelia Hristea Alice-Andrada Radu 6–0, 3–6, [10–6]       | Laura-Ioana Andrei Raluca Elena Platon        | Laura-Ioana Andrei Diana Buzean                | Liu Min Simona Ionescu Patricia Maria ?ig Raluca Elena Platon               |
| 18 giugno | Kingsmill Resort Tournament 2012 Williamsburg, USA Terra rossa $10,000 Singolare – Doppio                                                                             | Vojislava Lukić 6–1, 6–3                                  | Caroline Doyle                                | Nika Kukharchuk Daiana Negreanu                | Jacqueline Cako Sonja Molnar Denise Starr Anastasia Kharchenko              |
| 18 giugno | Kingsmill Resort Tournament 2012 Williamsburg, USA Terra rossa $10,000 Singolare – Doppio                                                                             | Laura Deigman Julia Moriarty 6–4, 6–4                     | Jacqueline Cako Whitney Jones                 | Nika Kukharchuk Daiana Negreanu                | Jacqueline Cako Sonja Molnar Denise Starr Anastasia Kharchenko              |
| 18 giugno | Mie International Women's Open Tennis 2012 Mie, Giappone Erba $10,000 Singolare – Doppio                                                                              | Nao Hibino 6–2, 0–6, 6–3                                  | Yurina Koshino                                | Miyabi Inoue Hiroko Kuwata                     | Kaori Onishi Lee Ya-hsuan Eri Hozumi Akiko Yonemura                         |
| 18 giugno | Mie International Women's Open Tennis 2012 Mie, Giappone Erba $10,000 Singolare – Doppio                                                                              | Hiroko Kuwata Yuuki Tanaka 6–3, 3–6, [10–5]               | Akari Inoue Kaori Onishi                      | Miyabi Inoue Hiroko Kuwata                     | Kaori Onishi Lee Ya-hsuan Eri Hozumi Akiko Yonemura                         |
| 18 giugno | Nis Open 2012 Niš, Serbia Terra rossa $10,000 Singolare – Doppio | Natalija Kostić 3–6, 6–2, 6–3                             | Indire Akiki                                  | Viktorija Tomova Lina Ǵorčeska                 | Tsveta Konstantinova Dimitrova Hülya Esen Andjela Novcic Jovana Jakšić      |
| 18 giugno | Nis Open 2012 Niš, Serbia Terra rossa $10,000 Singolare – Doppio | Hülya Esen Lütfiye Esen 3–6, 7–6(2), [10–6]               | Lina Ǵorčeska Maria Mokh                      | Viktorija Tomova Lina Ǵorčeska                 | Tsveta Konstantinova Dimitrova Hülya Esen Andjela Novcic Jovana Jakšić      |
| 18 giugno | ITF Women's Circuit New Delhi 2 2012 New Delhi, India Cemento $10,000 Singolare – Doppio                                                                              | Ankita Raina 6–4, 6–2                                     | Prerna Bhambri                                | Rutuja Bhosale Mari Tanaka                     | Anja Prislan Nidhi Chilumula Katherine Ip Rishika Sunkara                   |
| 18 giugno | ITF Women's Circuit New Delhi 2 2012 New Delhi, India Cemento $10,000 Singolare – Doppio                                                                              | Aishwarya Agrawal Ankita Raina 6–1, 6–4                   | Ester Masuri Naomi Totka                      | Rutuja Bhosale Mari Tanaka                     | Anja Prislan Nidhi Chilumula Katherine Ip Rishika Sunkara                   |
| 18 giugno | Future Alkmaar 2012 Alkmaar, Paesi Bassi Terra rossa $10,000 Singolare – Doppio                                                                                       | Kristína Kučová 6–3, 6–4                                  | Janina Toljan                                 | Katharina Lehnert Elyne Boeykens               | Carolin Daniels Cindy Burger Ysaline Bonaventure Karina Isayan              |
| 18 giugno | Future Alkmaar 2012 Alkmaar, Paesi Bassi Terra rossa $10,000 Singolare – Doppio                                                                                       | Elyne Boeykens Caitlin Whoriskey 6–2, 6–4                 | Carolin Daniels Sviatlana Pirazhenka          | Katharina Lehnert Elyne Boeykens               | Carolin Daniels Cindy Burger Ysaline Bonaventure Karina Isayan              |
| 18 giugno | Rolls Royce Women's Cup Kristinehamn 2012 Kristinehamn, Svezia Terra rossa $25,000 Singolare – Doppio                                                                 | Sacha Jones 6–4, 6–4                                      | Magda Linette                                 | Ilona Kramen' Elena Bovina                     | Valerija Solov'ëva Sandra Roma Amanda Carreras Vivian Segnini               |
| 18 giugno | Rolls Royce Women's Cup Kristinehamn 2012 Kristinehamn, Svezia Terra rossa $25,000 Singolare – Doppio                                                                 | Elena Bovina Valerija Solov'ëva 6–2, 6–2                  | Viktoryia Kisialeva Ilona Kramen'             | Ilona Kramen' Elena Bovina                     | Valerija Solov'ëva Sandra Roma Amanda Carreras Vivian Segnini               |
| 18 giugno | Internazionali Regione Molise 2012 Campobasso, Italia Terra rossa $10,000 Singolare – Doppio                                                                          | Federica di Sarra 7–5, 6–2                                | Ani Amiraghyan                                | Martina di Giuseppe Bianca Koch                | Martina Caciotti Giulia Sussarello Alice Moroni Giulia Pairone              |
| 18 giugno | Internazionali Regione Molise 2012 Campobasso, Italia Terra rossa $10,000 Singolare – Doppio                                                                          | Federica di Sarra Giulia Pairone 6–2, 6–1                 | Giulia Gasparri Giulia Sussarello             | Martina di Giuseppe Bianca Koch                | Martina Caciotti Giulia Sussarello Alice Moroni Giulia Pairone              |
| 18 giugno | Torneo Club Tenis La Moraleja 2012 Madrid, Spagna Terra rossa $10,000 Singolare – Doppio                                                                              | Laura Schäder 0–6, 7–5, 6–4                               | Rocío de la Torre-Sánchez                     | Lucía Cervera-Vázquez Lena-Marie Hofmann       | Aleksandra Zenovka Tatiana Búa Olga Sáez Larra Kana Daniel                  |
| 18 giugno | Torneo Club Tenis La Moraleja 2012 Madrid, Spagna Terra rossa $10,000 Singolare – Doppio                                                                              | Tatiana Búa Melina Ferrero 6–4, 6–1                       | Margarida Moura Olga Parres Azcoitia          | Lucía Cervera-Vázquez Lena-Marie Hofmann       | Aleksandra Zenovka Tatiana Búa Olga Sáez Larra Kana Daniel                  |
| 18 giugno | Jolie Ville Golf Women's 2012 Sharm el-Sheikh, Egitto Cemento $10,000 Singolare – Doppio                                                                              | Chan Wing-yau 6(5)–7, 6–3, 6–4                            | Ekaterina Jašina                              | Anna Morgina Nadia Abdalá                      | Polina Monova Alisa Danilova Alina Mikheeva Ekaterina Kljueva               |
| 18 giugno | Jolie Ville Golf Women's 2012 Sharm el-Sheikh, Egitto Cemento $10,000 Singolare – Doppio                                                                              | Sabrina Bamburac Barbara Bonić 6–4, 7–6(0)                | Polina Monova Ekaterina Jašina                | Anna Morgina Nadia Abdalá                      | Polina Monova Alisa Danilova Alina Mikheeva Ekaterina Kljueva               |
| 25 giugno | ITF Incheon Women's Challenger Tennis 2012 Incheon, Corea del Sud Cemento $25,000 Singolare – Doppio                                                                  | Chan Chin-wei 3–6, 6–2, 6–1                               | Zhang Ling                                    | Luksika Kumkhum Nicha Lertpitaksinchai         | Duan Yingying Miki Miyamura Zhang Kailin Aiko Nakamura                      |
| 25 giugno | ITF Incheon Women's Challenger Tennis 2012 Incheon, Corea del Sud Cemento $25,000 Singolare – Doppio                                                                  | Liang Chen Sun Shengnan 6–3, 6–2                          | Kim Ji-young Yoo Mi                           | Luksika Kumkhum Nicha Lertpitaksinchai         | Duan Yingying Miki Miyamura Zhang Kailin Aiko Nakamura                      |
| 25 giugno | Open GDF SUEZ du Périgord 2012 Périgueux, Francia Terra rossa $25,000 Singolare – Doppio                                                                              | Irina Chromačëva 6–3, 6–2                                 | Mónica Puig                                   | Myrtille Georges Inés Ferrer Suárez            | Yurika Sema Maryna Zanevs'ka Leticia Costas Aleksandrina Najdenova          |
| 25 giugno | Open GDF SUEZ du Périgord 2012 Périgueux, Francia Terra rossa $25,000 Singolare – Doppio                                                                              | Mailen Auroux María Irigoyen 6–1, 6–2                     | Leticia Costas Inés Ferrer Suárez             | Myrtille Georges Inés Ferrer Suárez            | Yurika Sema Maryna Zanevs'ka Leticia Costas Aleksandrina Najdenova          |
| 25 giugno | Internationaler Württembergische Damen-Tennis-Meisterschaften um den Stuttgarter Stadtpokal 2012 Stoccarda-Vaihingen, Germania Terra rossa $25,000 Singolare – Doppio | Kateryna Kozlova 3–6, 7–5, 6–4                            | Florencia Molinero                            | Tatjana Maria Ons Jabeur                       | Stephanie Vogt Elena Bogdan Sarah Gronert Katharina Lehnert                 |
| 25 giugno | Internationaler Württembergische Damen-Tennis-Meisterschaften um den Stuttgarter Stadtpokal 2012 Stoccarda-Vaihingen, Germania Terra rossa $25,000 Singolare – Doppio | Sandra Klemenschits Tatjana Maria 6–3, 6–2                | Lenka Juríková Zuzana Luknárová               | Tatjana Maria Ons Jabeur                       | Stephanie Vogt Elena Bogdan Sarah Gronert Katharina Lehnert                 |
| 25 giugno | SMA Cup Sant'Elia 2012 Roma, Italia Terra rossa $25,000 Singolare – Doppio                                                                                            | María-Teresa Torró-Flor 6–3, 6–0                          | Tereza Mrdeža                                 | Ioana Raluca Olaru Margalita Chakhnašvili      | Cristina Dinu Giulia Gatto-Monticone Nastassja Burnett Marie-Ève Pelletier  |
| 25 giugno | SMA Cup Sant'Elia 2012 Roma, Italia Terra rossa $25,000 Singolare – Doppio                                                                                            | Marie-Ève Pelletier Laura Thorpe 6–0, 3–6, [10–8]         | Julia Cohen Valentina Ivachnenko              | Ioana Raluca Olaru Margalita Chakhnašvili      | Cristina Dinu Giulia Gatto-Monticone Nastassja Burnett Marie-Ève Pelletier  |
| 25 giugno | ITF Women's Instirig Cup 2012 Balș, Romania Terra rossa $10,000 Singolare – Doppio                                                                                    | Patricia Maria Țig 6–4, 7–5                               | Alexandra Damaschin                           | Laura-Ioana Andrei Raluca Elena Platon         | Camelia Hristea Claudia Dumitrescu Tereza Malíková Anastasia Vdovenco       |
| 25 giugno | ITF Women's Instirig Cup 2012 Balș, Romania Terra rossa $10,000 Singolare – Doppio                                                                                    | Laura-Ioana Andrei Raluca Elena Platon 5–7, 6–3, [10–8]   | Camelia Hristea Alice-Andrada Radu            | Laura-Ioana Andrei Raluca Elena Platon         | Camelia Hristea Claudia Dumitrescu Tereza Malíková Anastasia Vdovenco       |
| 25 giugno | Sargent and Collind LLP Women's Championships 2012 Buffalo, USA Terra rossa $10,000 Singolare – Doppio                                                                | Jamie Loeb 7–6(5), 6–2                                    | Tornado Alicia Black                          | Nicole Frenkel Alexis King                     | Fatma Al-Nabhani Nika Kukharchuk Jacqueline Cako Kristy Frilling            |
| 25 giugno | Sargent and Collind LLP Women's Championships 2012 Buffalo, USA Terra rossa $10,000 Singolare – Doppio                                                                | Nika Kukharchuk Jamie Loeb 1–6, 6–3, [10–8]               | Fatma Al-Nabhani Jacqueline Cako              | Nicole Frenkel Alexis King                     | Fatma Al-Nabhani Nika Kukharchuk Jacqueline Cako Kristy Frilling            |
| 25 giugno | GD Tennis Cup 2 2012 Smirne, Turchia Cemento $10,000 Singolare – Doppio                                                                                               | Yuliya Kalabina 4–6, 6–2, 6–3                             | Bermet Duvanaeva                              | Ana Bogdan Teodora Mirčić                      | Melis Sezer Agni Stefanou Stephanie Scimone Melissa Šehovic                 |
| 25 giugno | GD Tennis Cup 2 2012 Smirne, Turchia Cemento $10,000 Singolare – Doppio                                                                                               | Ana Bogdan Teodora Mirčić 6–3, 3–0, ritiro                | Abbie Myers Melis Sezer                       | Ana Bogdan Teodora Mirčić                      | Melis Sezer Agni Stefanou Stephanie Scimone Melissa Šehovic                 |
| 25 giugno | ITF Women's Circuit Melilla 2012 Melilla, Spagna Cemento $10,000 Singolare – Doppio                                                                                   | Rocío de la Torre-Sánchez 6–0, 7–5                        | Alexandra Nancarrow                           | Kana Daniel Carolina Prats-Millán              | Diana Stomlega María-Jesús Ibáñez-Galindo Tatiana Búa Alessia Piran         |
| 25 giugno | ITF Women's Circuit Melilla 2012 Melilla, Spagna Cemento $10,000 Singolare – Doppio                                                                                   | Tatiana Búa Melina Ferrero 7–5, 6–2                       | Mariona del Peral-Francin Charlotte Roemer    | Kana Daniel Carolina Prats-Millán              | Diana Stomlega María-Jesús Ibáñez-Galindo Tatiana Búa Alessia Piran         |
| 25 giugno | ITF Women's Circuit Prokuplje 2012 Prokuplje, Serbia Terra rossa $10,000 Singolare – Doppio                                                                           | Ana Savić 6–2, 6–4                                        | Chantal Škamlová                              | Ivana Jorović Viktorija Rajicic                | Jovana Jakšić Maria Mokh Marina Lazic Polina Lejkina                        |
| 25 giugno | ITF Women's Circuit Prokuplje 2012 Prokuplje, Serbia Terra rossa $10,000 Singolare – Doppio                                                                           | Lina Ǵorčeska Dalia Zafirova 6–3, 6–2                     | Hülya Esen Lütfiye Esen                       | Ivana Jorović Viktorija Rajicic                | Jovana Jakšić Maria Mokh Marina Lazic Polina Lejkina                        |
| 25 giugno | Breda Future 2012 Breda, Paesi Bassi Terra rossa $10,000 Singolare – Doppio                                                                                           | Angelique van der Meet 6–2, 6–4                           | Agnese Zucchini                               | Ysaline Bonaventure Xenia Knoll                | Nicolette van Uitert Caitlin Whoriskey Bernice van de Velde Carolin Daniels |
| 25 giugno | Breda Future 2012 Breda, Paesi Bassi Terra rossa $10,000 Singolare – Doppio                                                                                           | Ysaline Bonaventure Isabella Šinikova 6–4, 7–6(5)         | Carolin Daniels Xenia Knoll                   | Ysaline Bonaventure Xenia Knoll                | Nicolette van Uitert Caitlin Whoriskey Bernice van de Velde Carolin Daniels |
| 25 giugno | Swedish Ladies Ystad 2012 Ystad, Svezia Terra rossa $25,000 Singolare – Doppio                                                                                        | Carina Witthöft 6–2, 6–1                                  | Valerija Solov'ëva                            | Ilona Kramen' Mervana Jugić-Salkić             | Nicole Rottmann Quirine Lemoine Hsu Wen-hsin Petra Rampre                   |
| 25 giugno | Swedish Ladies Ystad 2012 Ystad, Svezia Terra rossa $25,000 Singolare – Doppio                                                                                        | Magda Linette Katarzyna Piter 6–3, 6–3                    | Oksana Kalašnikova Lenka Wienerová            | Ilona Kramen' Mervana Jugić-Salkić             | Nicole Rottmann Quirine Lemoine Hsu Wen-hsin Petra Rampre                   |
| 25 giugno | Jolie Ville Golf Women's 2 2012 Sharm el-Sheikh, Egitto Cemento $10,000 Singolare – Doppio                                                                            | Zalina Khairudinova 5–7, 6–2, 7–5                         | Anna Morgina                                  | Ekaterina Jašina Barbara Bonić                 | Varvara Kuznetsova Polina Monova Nadia Abdalá Chan Wing-yau                 |
| 25 giugno | Jolie Ville Golf Women's 2 2012 Sharm el-Sheikh, Egitto Cemento $10,000 Singolare – Doppio                                                                            | Polina Monova Ekaterina Jašina 7–5, 4–6, [10–8]           | Kamila Kerimbajeva Zalina Khairudinova        | Ekaterina Jašina Barbara Bonić                 | Varvara Kuznetsova Polina Monova Nadia Abdalá Chan Wing-yau                 |
| 25 giugno | Chang ITF Thailand Pro-Circuit 2012 Pattaya, Thailandia Cemento $10,000 Singolare – Doppio                                                                            | Anna Tjul'pa 6–4, 6–2                                     | Zhu Lin                                       | Apichaya Runglerdkriangkrai Nungnadda Wannasuk | Napatsakorn Sankaew Yurina Koshino Chihiro Nunome Nives Baric               |
| 25 giugno | Chang ITF Thailand Pro-Circuit 2012 Pattaya, Thailandia Cemento $10,000 Singolare – Doppio                                                                            | Tyra Calderwood Dianne Hollands 6–1, 6–3                  | Deng Meng Ning Zhao Qianqian                  | Apichaya Runglerdkriangkrai Nungnadda Wannasuk | Napatsakorn Sankaew Yurina Koshino Chihiro Nunome Nives Baric               |